# Osiedle Centrum (Krzeszowice)

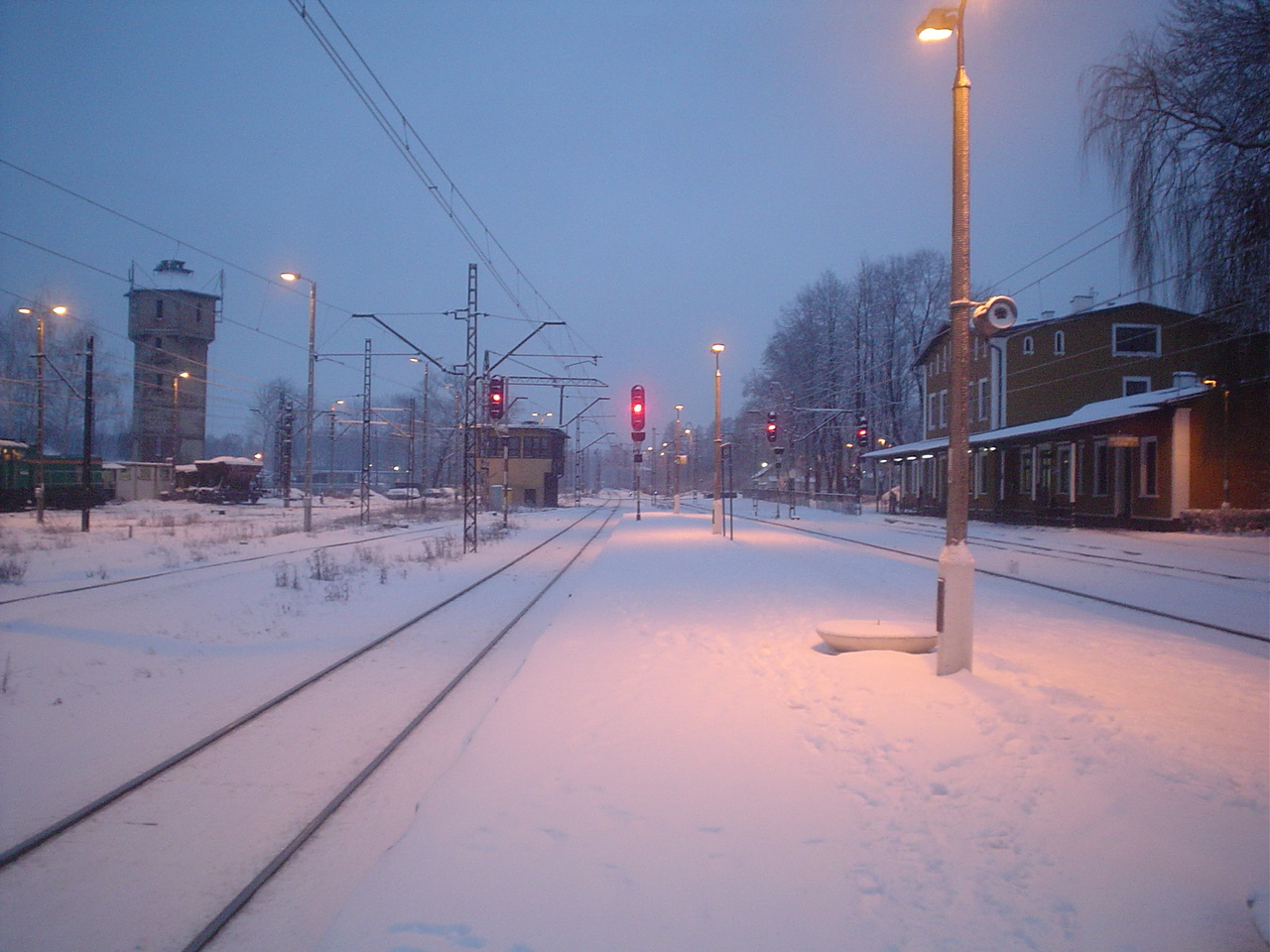
Krzeszowice (stacja kolejowa) przy ul. Kolejowej

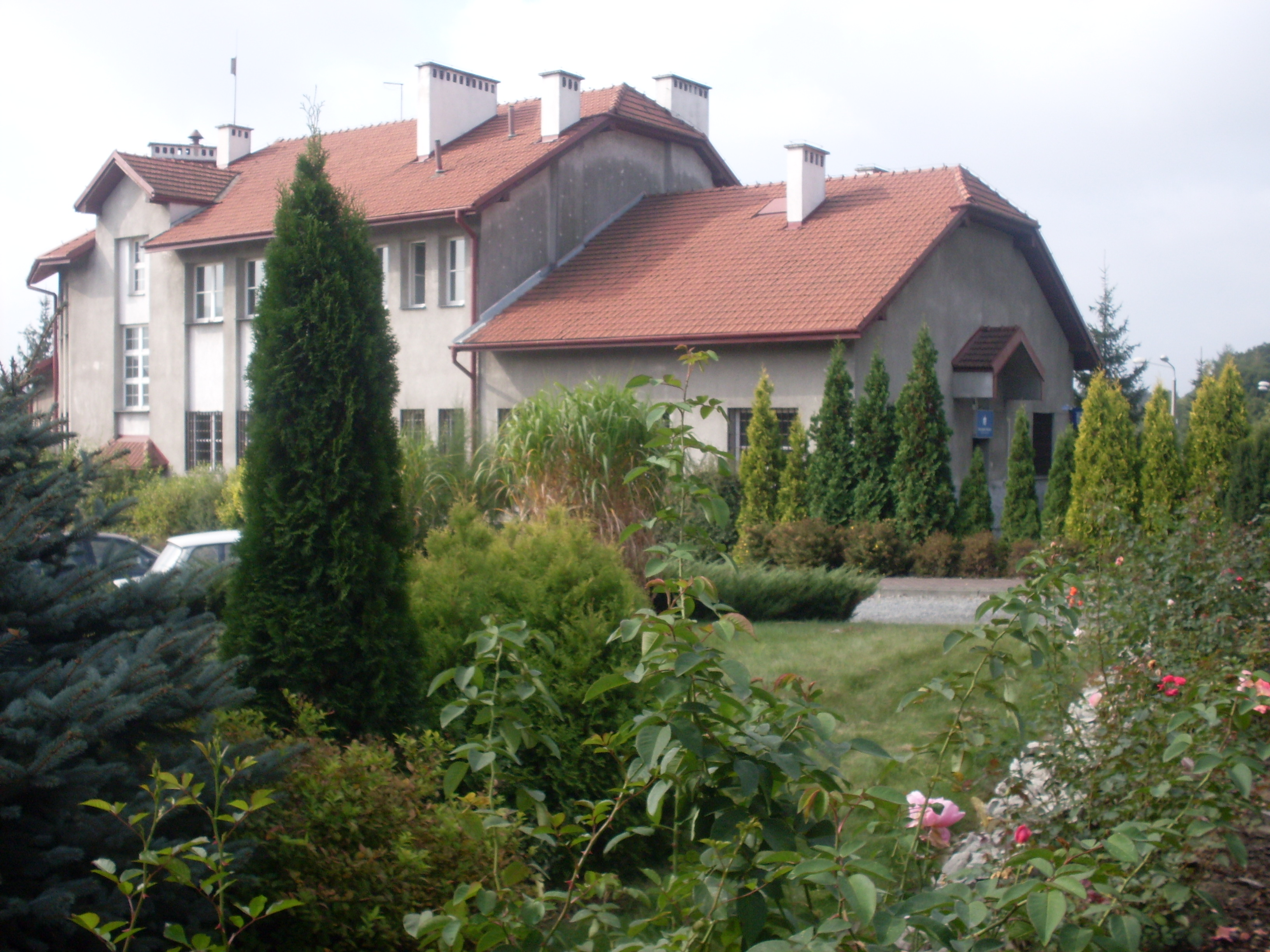
Budynek banku PKO BP (widok od strony wschodniej, przy ul. Kościuszki; na pierwszym planie fragment otoczenia Sali Królestwa Świadków Jehowy)

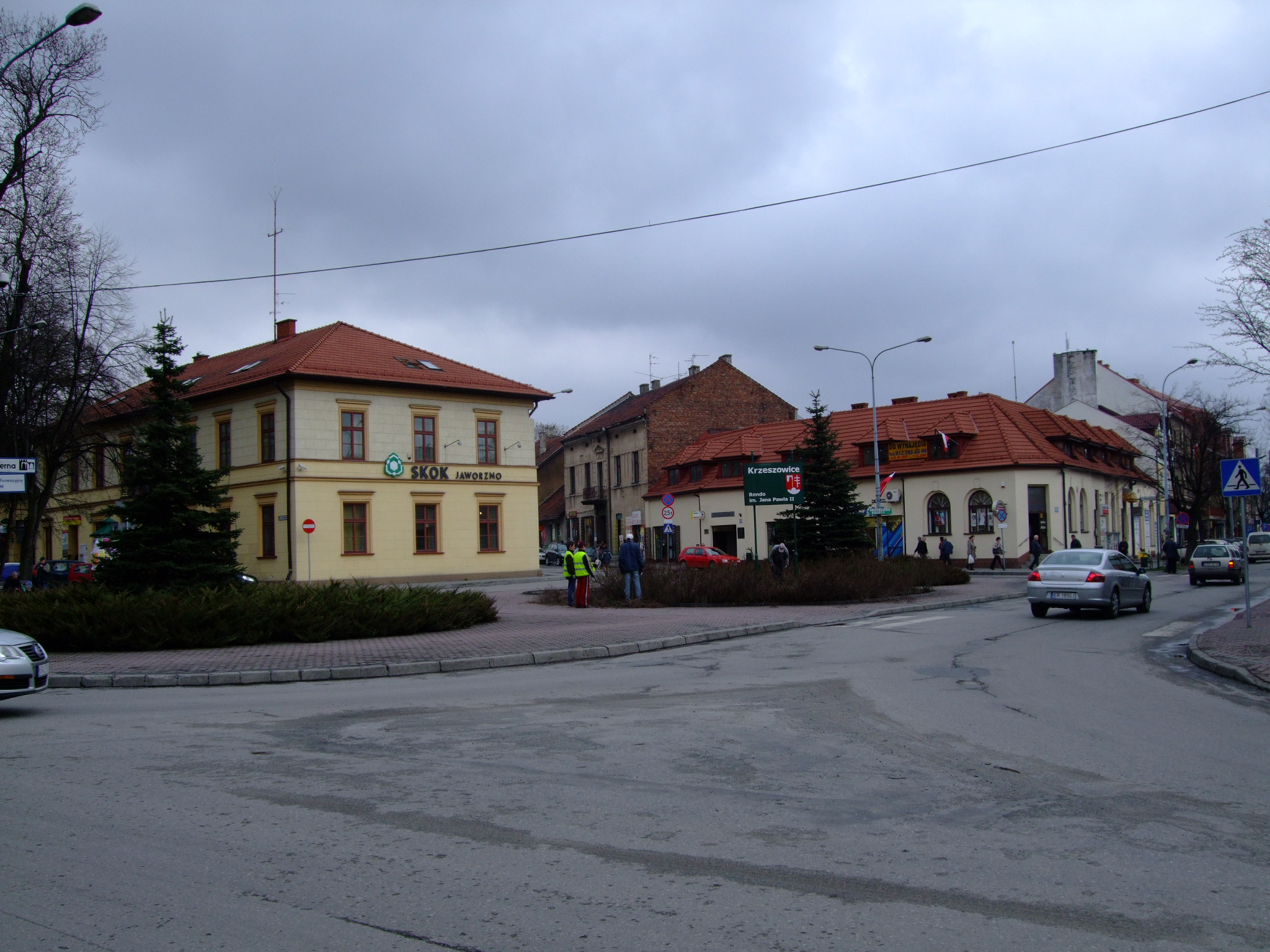
Rondo Jana Pawła II z ul. Wyki (po prawej str.), ul. Daszyńskiego (w środku) i ul. Walkowskiego (po lewej)

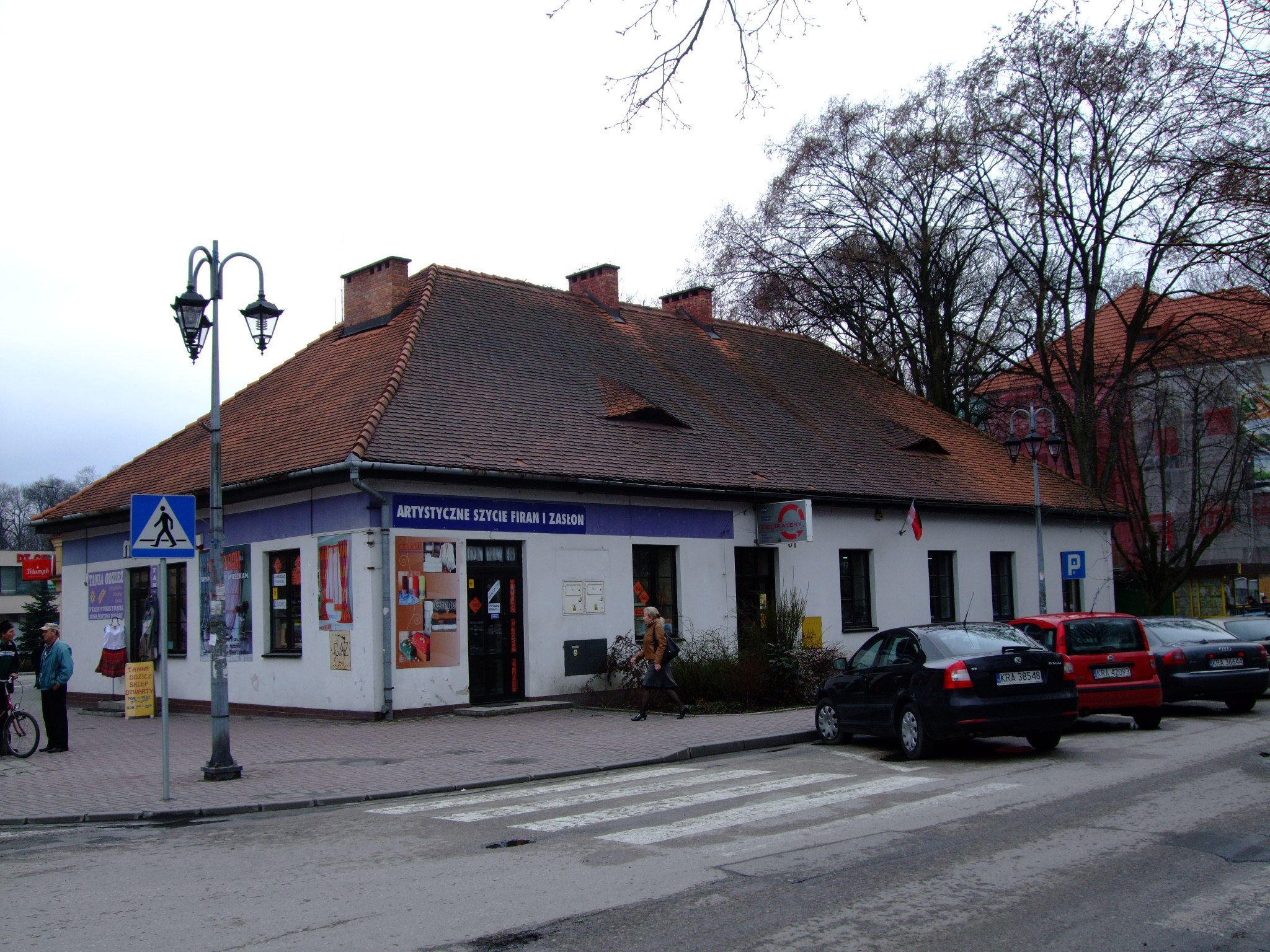
Rynek z budynkiem tzw. Kółkiem

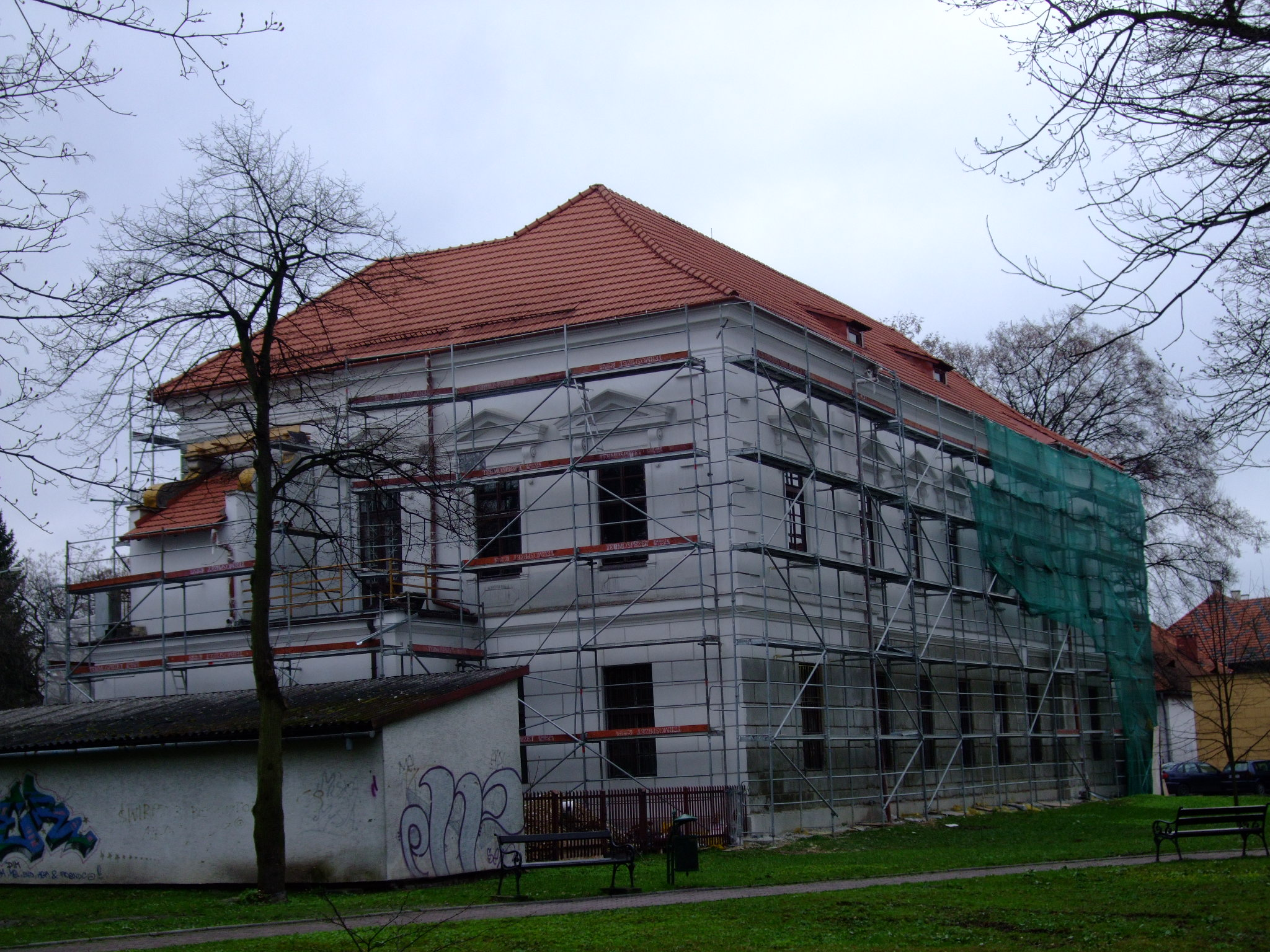
Pałac Vauxhall na rogu Rynku i Walkowskiego

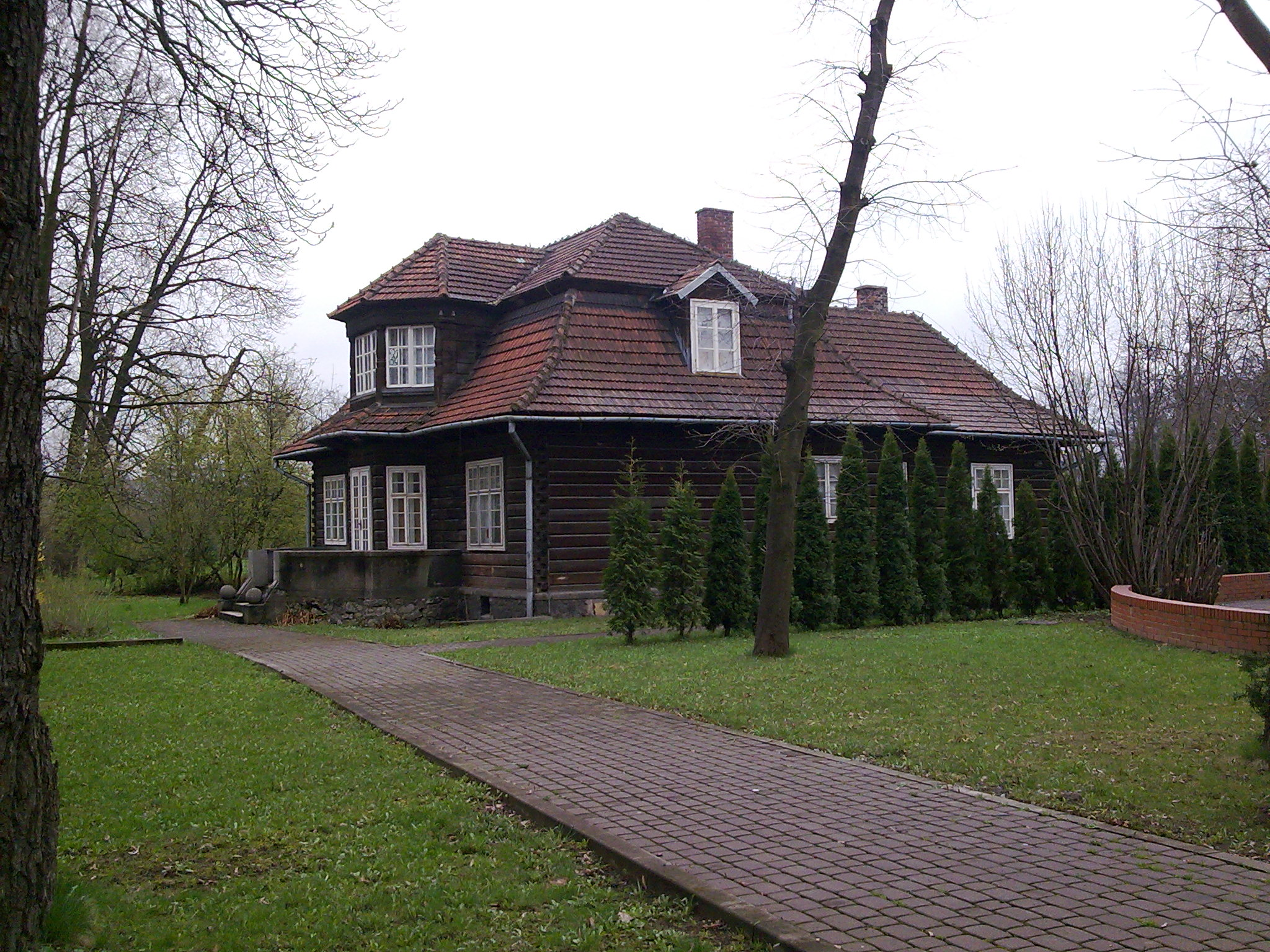
Willa Japonka przy ul. Ogrodowej

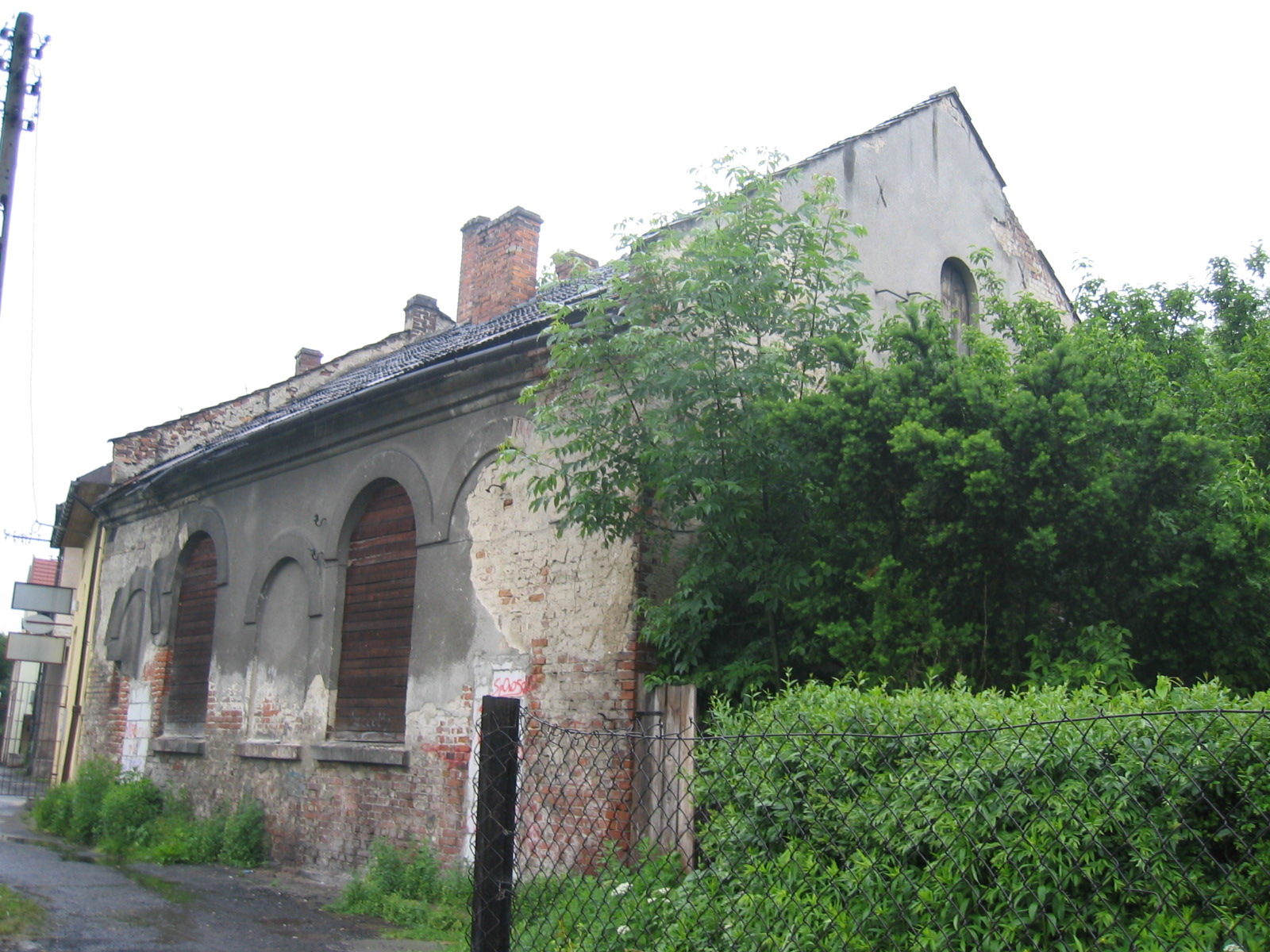
Synagoga w Krzeszowicach (ul. Wąska 4)

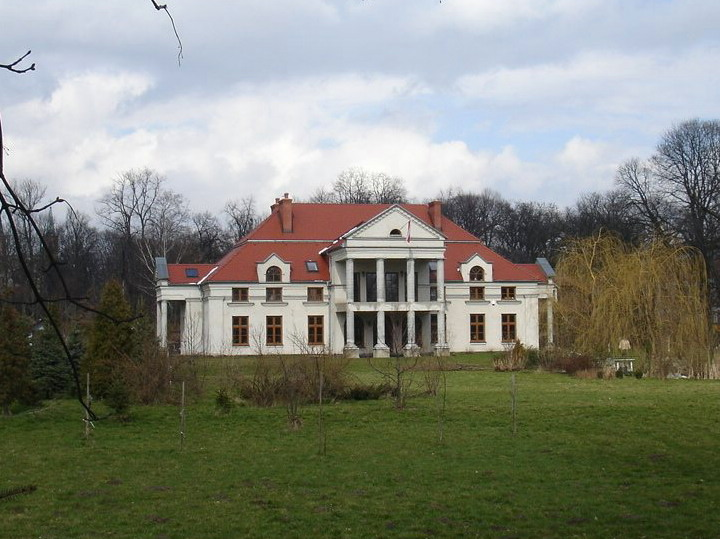
Prywatny pałacyk z pocz. XXI w. (przy ul. Kościuszki)

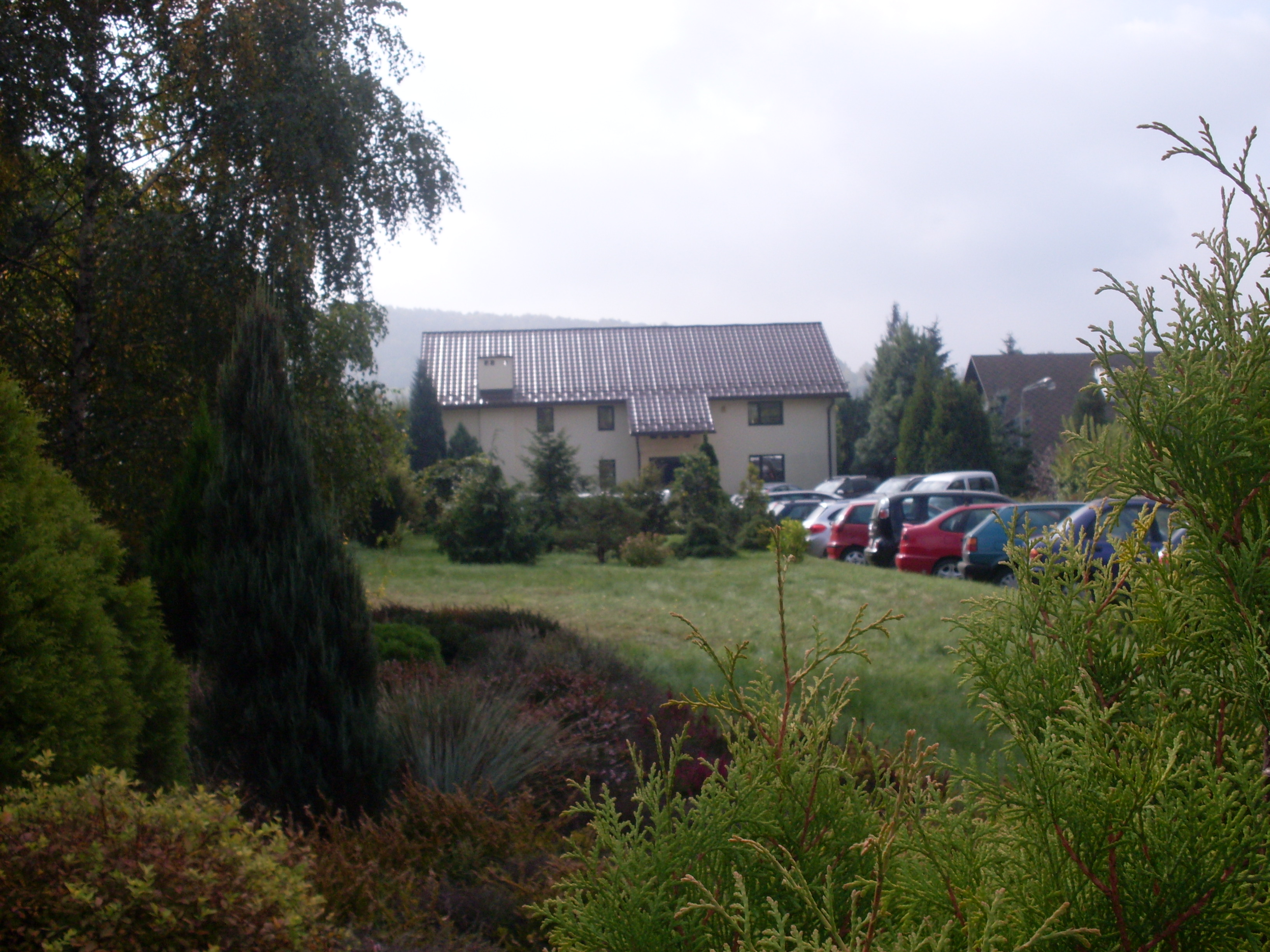
Sala Królestwa Świadków Jehowy wraz z otoczeniem (ul. Kościuszki)

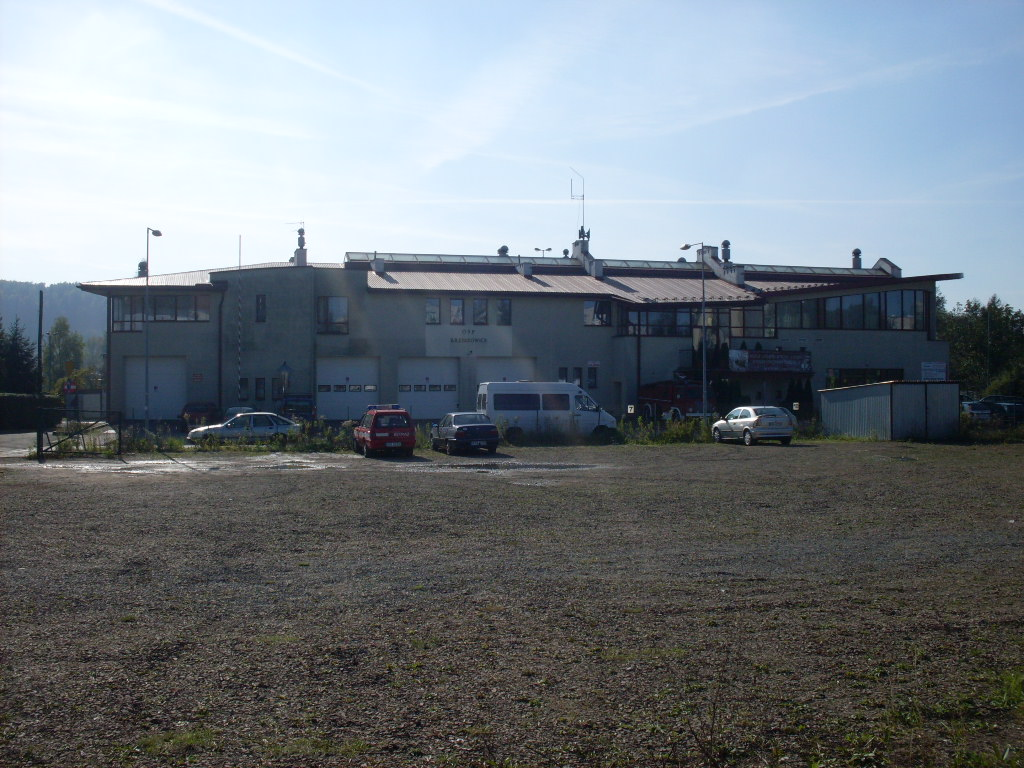
Remiza OSP

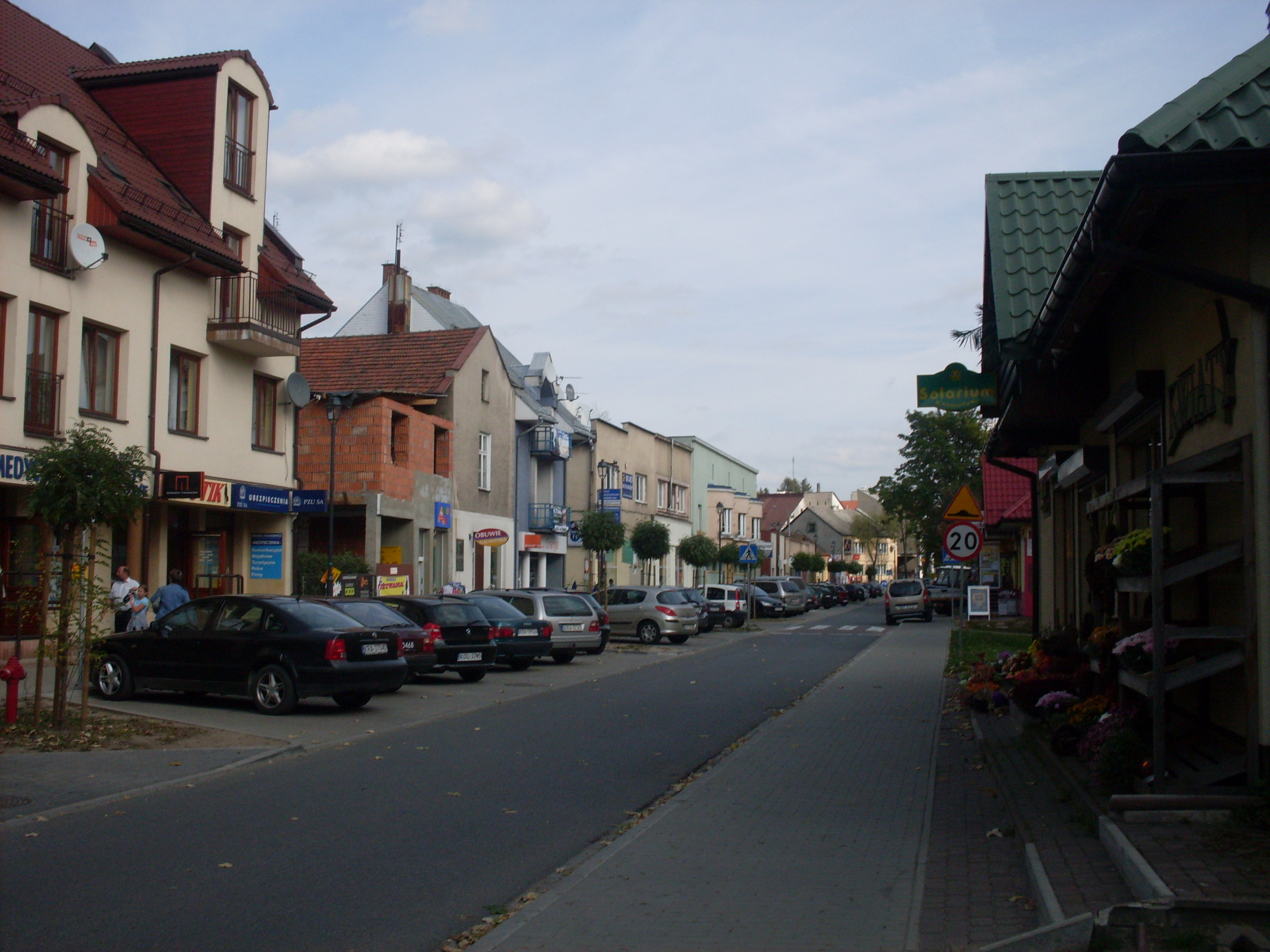
Ulica Wyki

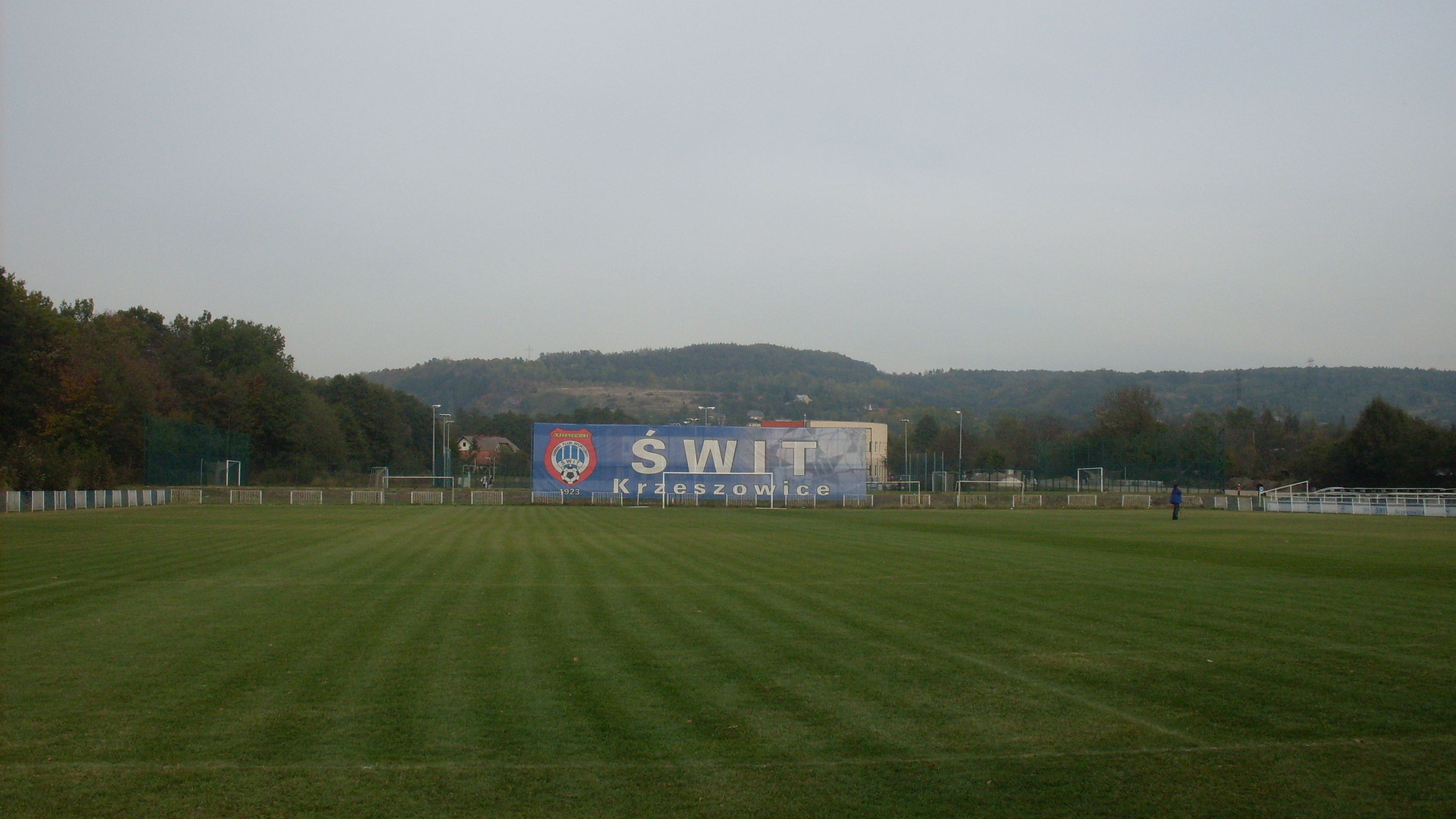
Świt Krzeszowice – stadion

Osiedle Centrum w Krzeszowicach – osiedle obejmujące ścisłe centrum miasta oraz osiedla bloków mieszkalnych przy ul. Targowej i Armii Krajowej. Osiedle zamieszkane jest przez 1996 osób (2022). Jest centrum handlowo-usługowe miasta. Od północy graniczy z Czatkowicami Górnymi, od północnego wschodu z Osiedlem Nowy Świat, od wschodu  z Osiedlem Jurajskim, od południa z Tenczynkiem i od zachodu z Osiedlem Parkowym. W 2013 nastąpiła zmiana obszaru osiedla, do Osiedla Jurajskiego przyłączono ulice Czycza i Leśną, będące dawniej na terenie Osiedla Centrum.

## Wykaz ulic
- Apteczna – ulica w centrum miasta, na wschodnim brzegu Krzeszówki, zabudowana blokami mieszkalnymi z przełomu lat 60. i 70. XX w., do 1991 istniało tu kino „Nowości”, od połowy lat 70. do 2019 r. nosiła nazwę Wincentego Danka;

- Armii Krajowej – jednokierunkowa ulica w centrum miasta do 1990 nosiła nazwę ul. Manifestu Lipcowego, zabudowana po obu stronach blokami mieszkalnymi (5-kondygnacyjnymi) powstałymi w latach 60. XX (zabudowa po północnej stronie ulicy) i 70. XX w. (zabudowa po południowej stronie ulicy, bloki jednoklatkowe);
- Batalionów Chłopskich – obwodnica w północnej części miasta, łącząca ul. Legionów Polskich z os. Czatkowice (Dolnych), wybudowana w latach 90. XX w., na byłej bocznicy kolejowej do kamieniołomu w Miękini, po północnej i południowej stronie istnieją ogródki działkowe, na ulicy znajduje się most nad Krzeszówką, w 2010 po południowej stronie ulicy wybudowano nowy budynek przedszkola;
- Ignacego Daszyńskiego (przed 1935 ul. Kolejowa, w latach 1935–1939 ul. 11 Listopada) – ulica ciągnąca się od Rynku, przez rondo Jana Pawła II, linię kolejową 133 (przejazd koło stacji kolejowej), do granic Tenczynka, przy ulicy m.in. istnieje tartak powstały w XVIII w., do 1935 był to mały zakład pracujący dla potrzeb Potockich, od tego czasu kilkakrotnie rozbudowany (m.in. po zniszczeniach wojennych w 1945), 1 maja 1997 przez pożar uległ zniszczeniu (po upadku Zakładu Przemysłu Drzewnego, przeszedł w prywatne ręce); przy rondzie znajduje się wybudowany w latach 70. dom towarowy oraz zespół rehabilitacyjny Zofia z 1819 wybudowany przez Zofię Potocką (żonę Artura Potockiego), imię fundatorki nadano po gruntownej modernizacji w 1875, którą nadzorował Józef Dietl (rozbudowany ok. 1965, ok. 1978 i 2007) wokół istnieje park zdrojowy (przy zachodniej stronie ulicy); ulicę wytyczono pod koniec XVII w. jako aleje spacerową, obsadzoną kasztanowcami; w latach 90 XX w. wybudowano budynek nowej poczty z lokalami handlowo-gastronomicznymi, a w 2001 wybudowano Centrum Dystrybucji Żywności Mrożonej „Jago” (obecnie działa tam Iglotex Kraków Sp. z o.o). We wrześniu 2019 r. oddano do użytku 213 m wiadukt kolejowy;
- św. Floriana – niewielka ulica przy której mieści się remiza strażacka OSP i centrum komunikacyjne (busy i autobusy) powstałe na początku XXI w., po zachodniej stronie istnieją ogródki działkowe;
- Rondo Jana Pawła II – rondo w centrum miasta, nazwa nadana została w 2009, istniejącemu rondu od lat 60 XX w. Ulice dochodzące do niego to: Daszyńskiego (południe, północny wschód), Wyki (wschód), Walkowskiego (północ), Ogrodowa (zachód). Od strony południowej stoi budynek domu towarowego, od strony południowo-zachodniej Łazienek Zofia (oba  adresy ul. Daszyńskiego), w lipcu 2016 ustawiono pamiątkowe głazy: lokacji Krzeszowic (z byłym herbem miasta) i z popiersiem patrona ronda – Janem Pawła II oraz płyty z jego cytatami i z okazji Światowych Dni Młodzieży 2016;
- Kolejowa – ulica przy krzeszowickiej stacji kolejowej, w budynku którego mieszczą się filia urzędu pracy oraz wydziału komunikacyjnego starostwa powiatowego; z parkingiem i składami opałowymi, pomiędzy ul. Kolejową a Kościuszki rozciągają się ogródki działkowe;
- Tadeusza Kościuszki – ulica zbudowana w latach 1935–1937, w ciągu drogi krajowej nr 79 (Osiedle Jurajskie – wschodni kraniec ulicy, Osiedle Parkowe – zachodni kraniec ulicy), ciągnąca się od mostu rzecznego na Krzeszówce (przy granicy z Nawojową Górą), przez most kolejowy (z lat 30. XX w.), do ulicy Trzebińskiej na zachodzie miasta. Na terenie osiedla przy tej ulicy znajdują się: jedna ze stacji benzynowa; bank BP SA, Sala Królestwa Świadków Jehowy[1], zespół dawnego folwarku Potockich z 1788 z charakterystycznymi zabudowaniami rzędowymi z pocz. XX w.; a pomiędzy ulicami Kościuszki, św. Floriana, Kolejową a Daszyńskiego znajduje się ogród działkowy Zdrój; w II połowie XIX w. przy ulicy powstały dworki wyższych urzędników dworskich i lekarzy zdrojowych, niektóre zachowały się do dziś;
- Krakowska – (w latach 1935-1939 ul. Józefa Piłsudskiego przemianowana przez hitlerowców na Krakauerstrassse, w latach 1953-1956 ul. Józefa Stalina) reprezentacyjna, ciągnąca się od Rynku do wschodniej części miasta, na terenie osiedla(zachodni kraniec ulicy) znajduje się przy niej: budynek Banku Spółdzielczego oraz placówki handlowe;
- Krzywa – (w latach 30. XX w. ul. Kreta) ulica zabudowana domami jednorodzinnymi w centrum miasta;
- Pl. Franciszka Kulczyckiego – plac ze skwerem w centrum miasta, mieści się przy nim stadion GKS „Świt”, boisko Orlik, straż miejska, biblioteka publiczna, budynek sądu grodzkiego (budynki z pocz. lat 70. XX w.);
- Legionów Polskich – dawna ul. 15-Grudnia, a w czasie II wojny światowej – Czatkoiwerstrasse, ciągnąca się od skrzyżowania z ul. Krakowską do os. Czatkowice (Górne), przy ulicy znajduje się m.in. pogotowie ratunkowe (dawna porodówka), przychodnia lekarska, plac targowy (w poniedziałek odbywa się tu drugi co do wielkości w Małopolsce jarmark – przywilej jego odbywania nastąpił w 1850), pracownicze ogródki działkowe Kolejarz ze świetlicą, piekarnia i budynki dawnej masarni (oba z poł. lat 80. XX w.);
- 3 Maja – ulica w centrum miasta od skrzyżowania z ul. Krakowską (koło tzw. bunkra) do skrzyżowania z ul. Kościuszki, powstała w końcu latach 70 XX w.;
- Ogrodowa – dawna ul. Nagórzańskiego w zachodniej części centrum miasta (Osiedle Centrum i Osiedle Parkowe), na terenie osiedla znajduje się przy niej m.in. Willa Japonka z 1923, dawny dom gościny z 1879 (obecnie gmach Liceum Ogólnokształcącego), ulica przechodzi przez most (koło kościoła) nad Krzeszówką (granica osiedla); wokół ulicy rozciąga się park (część północna XVIII w. parku zdrojowego) – park Adama Bogackiego z figurą głowy Chrystusa z 1851; znajduje się też symboliczny grób nieznanego żołnierza, na którym umieszczony jest głaz;
- Parkowa – ulica ciągnąca się od Rynku do ul. Nowa Wieś przy pałacu Potockich (Osiedle Centrum i Osiedle Parkowe); przy ulicy znajduje się zabudowa z II połowy XX w., most na Krzeszówce (granica osiedla), po południowej stronie ulicy znajduje się Park Bogackiego, ma tu miejsce postój taksówek;
- Poprzeczna – ulica w południowej części miasta, za linią kolejową, do 1997 znajdowała się na terenie Nawojowej Góry; przy ulicy znajduje się budynek dawnej bażantarni, założonej przez Potockich ok. 1840;
- Rynek – na środku stoi późnoklasycystyczny budynek tzw. Buzdyganówka, wschodnia pierzeja to budynki z okresu końca XIX w. i okresu międzywojennego, północna część to budynki z XIX w. z byłą oberżą z wozownią (później pełnił rolę kasyna, w latach 1945–1993 mieściła się w nim poczta), budynek narożny z ul. Danka powstał w II połowie XIX w. na miejscu apteki, istniejącej przed 1824, a zachodnia część to większości budynki z okresu międzywojennego; w południowo-zachodniej części znajduje się budynek z pocz. XIX w. tzw. Kółko; po II wojnie światowej w zachodnia część Rynku została urządzona jako skwer z wodotryskiem;
- Szkolna – dawna ul. Rzeźnicza w centrum miasta, znajduje się przy niej szkoła podstawowa;
- Targowa – osiedle mieszkaniowe w centrum miasta z blokami mieszkaniowymi z lat 60. (budynków nakrytych stromymi dachami o charakterze stylu socrealizmu) i 70. XX w., na terenie osiedla dawniej był plac targowy gdzie odbywały się tzw. „jarmarki” (obecnie przeniesione na plac przy ul. Legionów Polskich); dawniej występowała dodatkowa nazwa os. Kąty;
- dr Jana Walkowskiego – ulica w ścisłym centrum miasta, znajduje się tutaj tzw. Vauxhall z lat 1783-1786 wybudowany na polecenie księżnej Izabeli Lubomirskiej, pełnił on funkcję rozrywkową uzdrowiska (po II wojnie światowej mieściła się w nim szkoła, potem urząd pracy, a obecnie Centrum Kultury i Sportu);
- Wąska – ulica w ścisłym centrum miasta, przed II wojną światową znajdowały się tutaj boźnice żydowskie: dla mężczyzn, obecnie wykorzystywana jako ośrodek kulturalny oraz dla kobiet, po wojnie mieściła się w niej remiza OSP;
- Kazimierza Wyki – reprezentacyjna ulica w ścisłym centrum miasta, po południowej stronie znajduje się osiedle mieszkaniowe przy ul. Targowej; pod nr 10 znajduje się dom, w którym urodził się Kazimierz Wyka; do 1977 nosiła nazwę ul. Targowa, od ówczesnej targowicy znajdującej się po południowej stronie ulicy, do lat 50. XX w. przy ul. znajdował się młyn walcowy. Na przełomie lat 2010 i 2011 nastąpiła jej rewitalizacja;

## Ważne obiekty

### Służba zdrowia
- Centrum Rehabilitacji Narządów Ruchu (d. Łazienki Zofia) (ul. Daszyńskiego 1)
- Krzeszowickie Centrum Zdrowia (ul. Krakowska 7, ul. Legionów Polskich 30)
- Pogotowie Ratunkowe (ul. Legionów Polskich 6)
- NZOZ (ul. Wyki 10 i ul. Szkolna 4)
- 6 aptek

### Komunikacja
- Stacja PKP (ul. Kolejowa 1)
- Centrum Komunikacyjne (ul. św. Floriana)
- Remiza OSP (ul. św. Floriana)
- Postój taksówek (ul. Parkowa)

### Obiekty wyznaniowe
- Sala Królestwa Świadków Jehowy (ul. Kościuszki 49)[1]

### Handlowo-usługowe
- Dom Towarowy RSZiZ (Daszyńskiego 1)
- Poczta (ul. Daszyńskiego 9)
- Orange (ul. Wyki 10b)
- Izba Rzemiosła (ul. Daszyńskiego 6)

### Sport i kultura
- Biblioteka Publiczna (pl. Kulczyckiego 1)
- GKS Świt (Kulczyckiego 1)
- Centrum Kultury i Sportu (ul. Walkowskiego 1)

### Szkolnictwo
- Szkoła Podstawowa (Szkolna 7, Krakowska 13)
- Zespół Szkół Ponadpodstawowych (ul. Krakowska 15)
- Liceum Ogólnokształcące (ul. Ogrodowa 3)
- Przedszkole Samorządowe (ul. Szkolna)

### Urzędy
- Sąd Rejonowy dla Krakowa-Krowodrzy (pl. Kulczyckiego 1)
- Straż Miejska (pl. Kulczyckiego 1)
- Wydziały Urzędu Miejskiego (Gospodarki Mieniem i Planowania Przestrzennego oraz Inwestycji, Remontów i Infrastruktury Technicznej) (pl. Kulczyckiego 1)
- Filia Urzędu Pracy Powiatu Krakowskiego (ul. Kolejowa 1)
- Wydział Komunikacji Starostwa Powiatowego w Krakowie, filia Referatu Rejestracji Pojazdów (ul. Kolejowa 1)

## Miejska Trasa Turystyczna
Trasa prezentuje obiekty zabytkowe, zespoły zieleni, zespół zdrojowo-parkowy.

## Zabytki
- Vauxhall wybudowany w latach 1783–1786 według projektu Szczepana Humberta na polecenie księżnej Izabeli Lubomirskiej jako dom zdrojowy z salami zabaw – obecnie mieści się tu galeria wystawiennicza oraz siedziba Centrum Kultury i Sportu w Krzeszowicach.
- Łazienki Zofia ufundowane ok. 1819 przez Zofię Potocką.
- Uzdrowiskowy Dom Gościnny, klasycystyczny hotel łazienkowy: powstał w 1876 (od 1945 siedziba liceum ogólnokształcącego), na fasadzie budynku w 1987 wmurowano tablicę pamiątkową poświęconą Wincentemu Dankowi, założycielowi liceum, w 2001 budynek został poddany generalnemu remontowi.
- Dworzec kolejowy z 1847.
- Zespół dawnego folwarku z 1788.
- Willa Japonka z 1920, z drewnianym poddaszem, mieściła się tu restauracja i pokoje dla kuracjuszy.
- Traktiernia z 1849, pełniąca rolę oberży, jadłodajni oraz mieszkań dla ówczesnej służby.
- Buzdyganówka – późnoklasycystyczny, piętrowy budynek Floriana Buzdygana.
- byłe synagogi przy ulicy Wąskiej nr 1 i nr 4.
- Park Bogackiego – park na Krzeszówką z grobem nieznanego żołnierza i zabytkowym krzyżem.

## Galeria

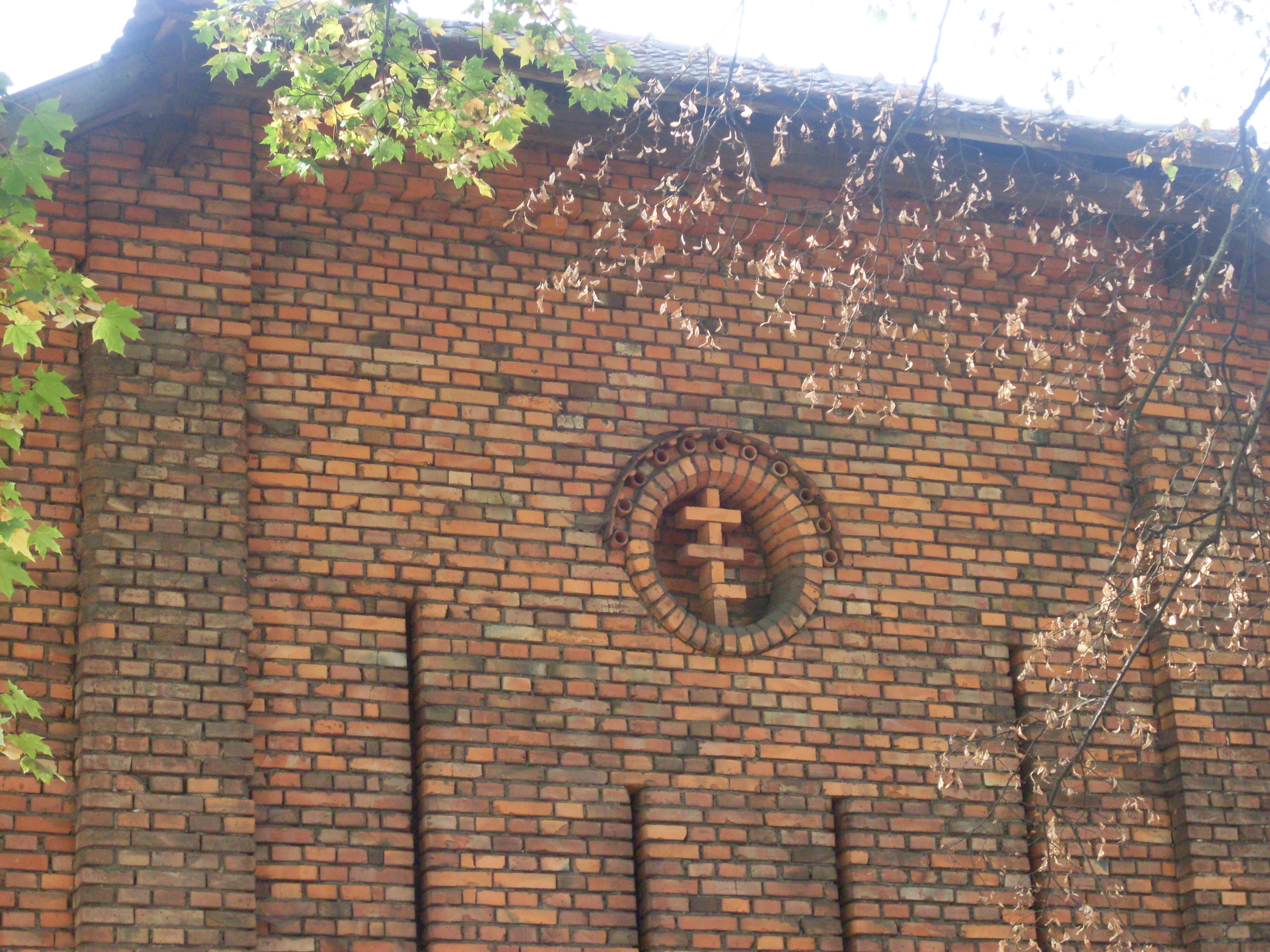
Herb na budynku byłego folwarku Potockich
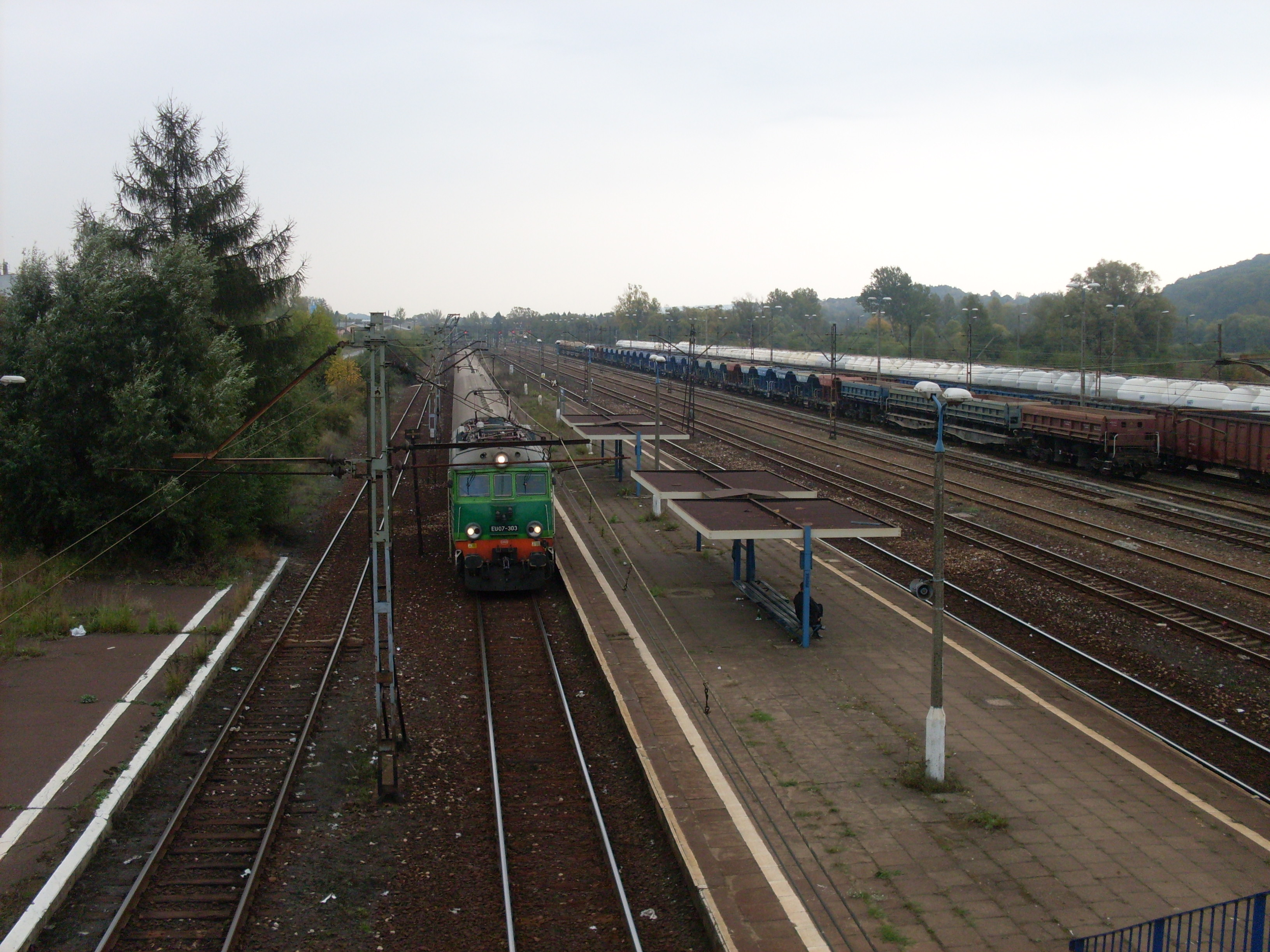
Peron 2 (strona wschodnia)
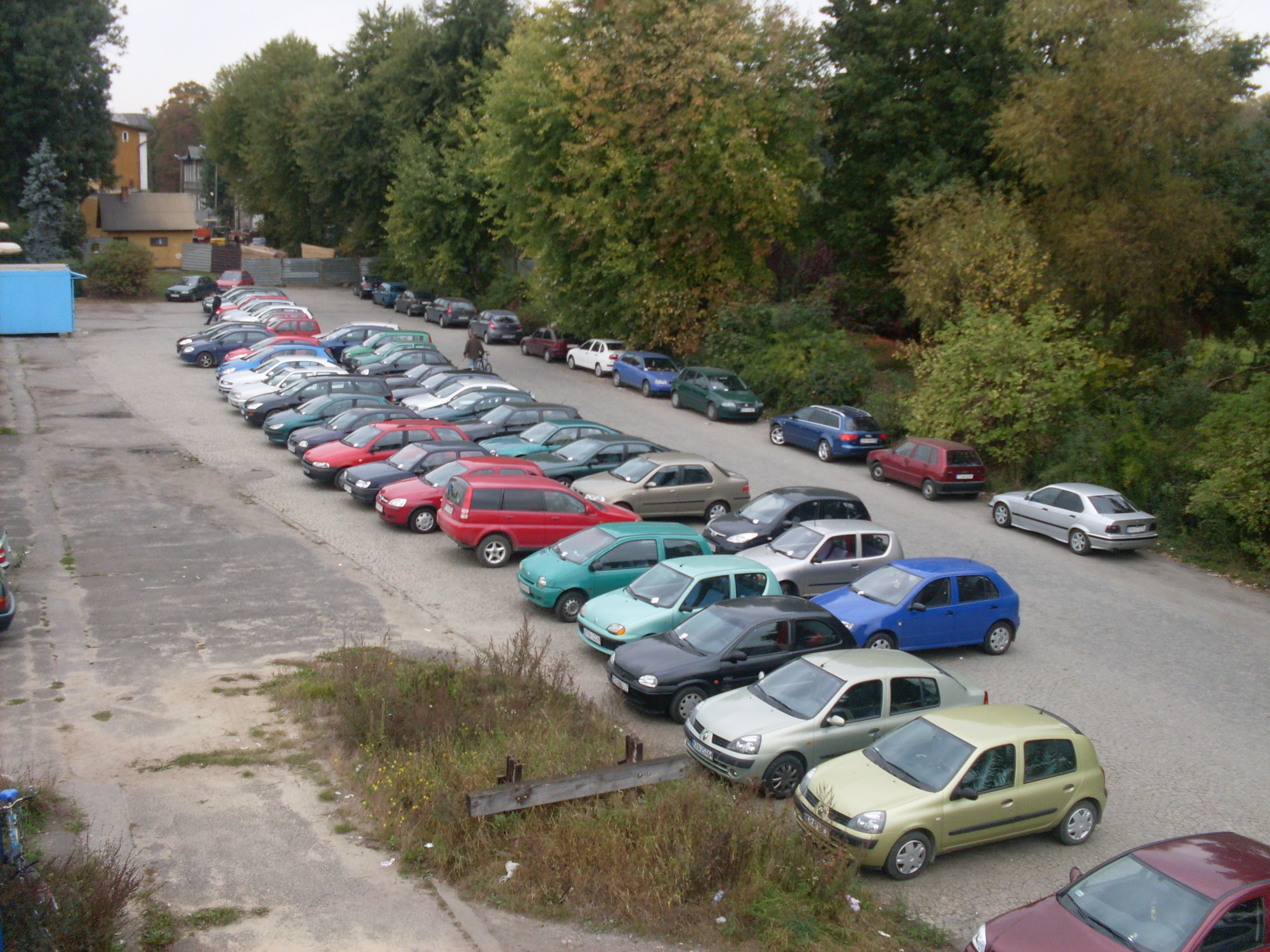
Parking przy dworcu
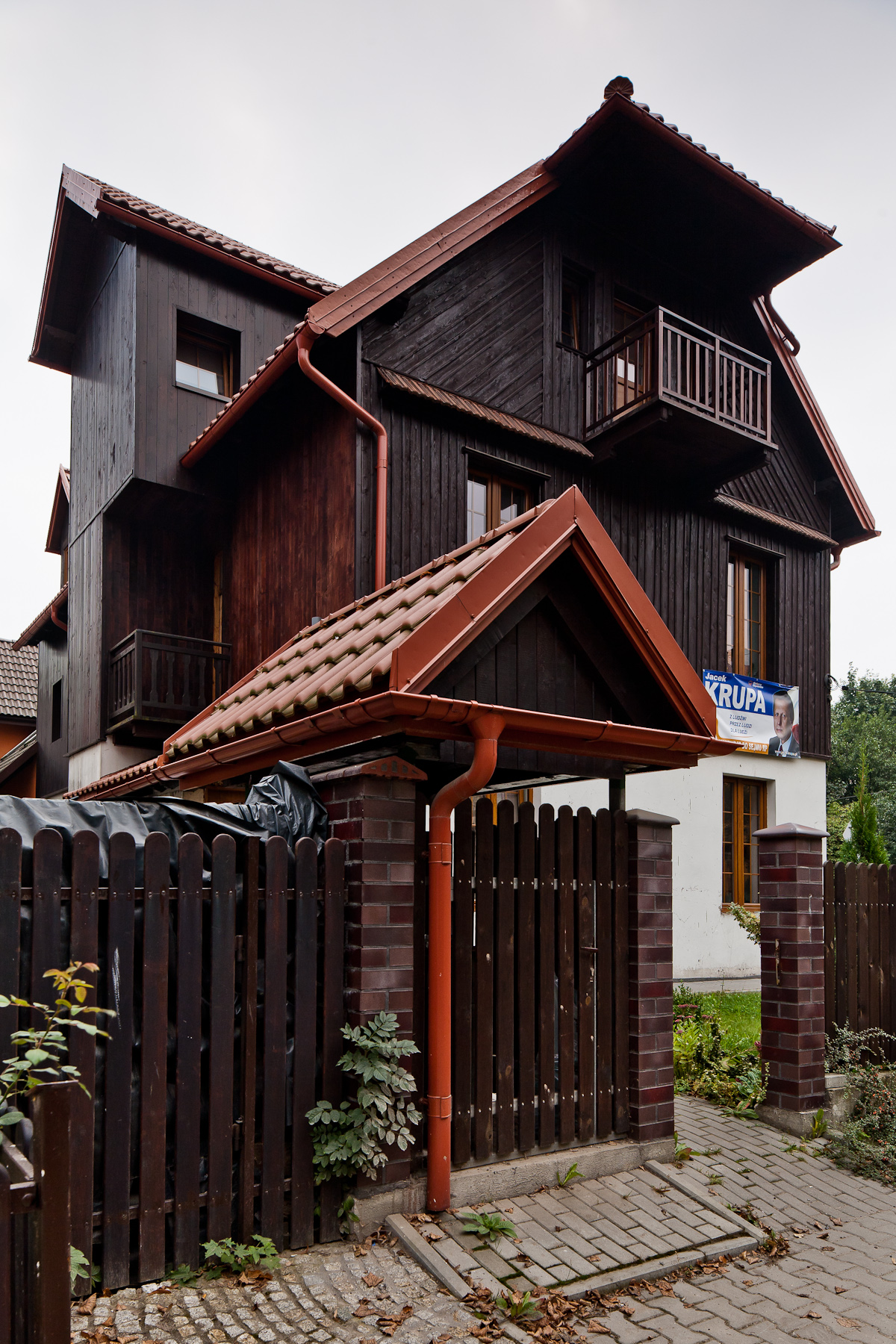
Wikarówka
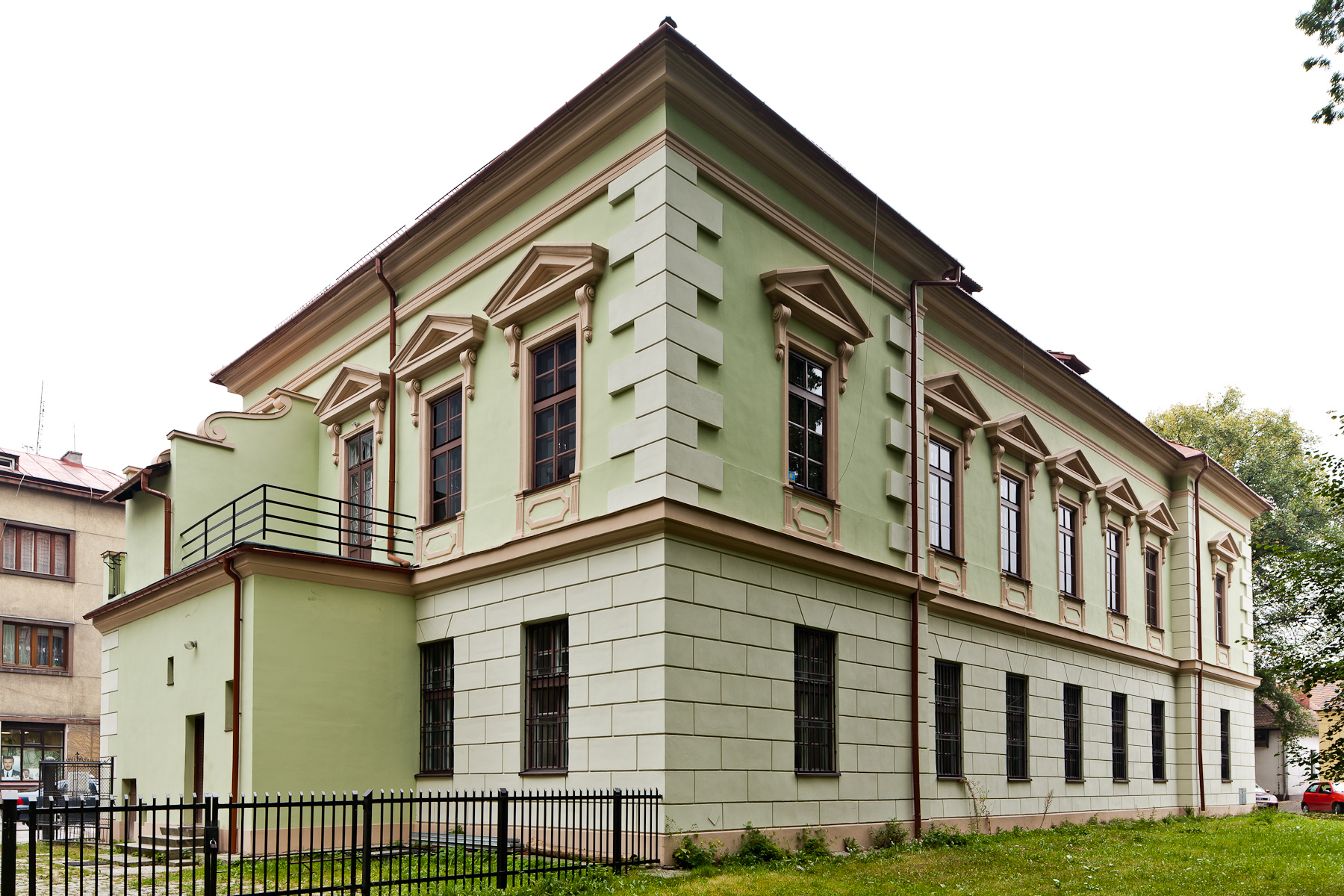
Pałac Vauxhall
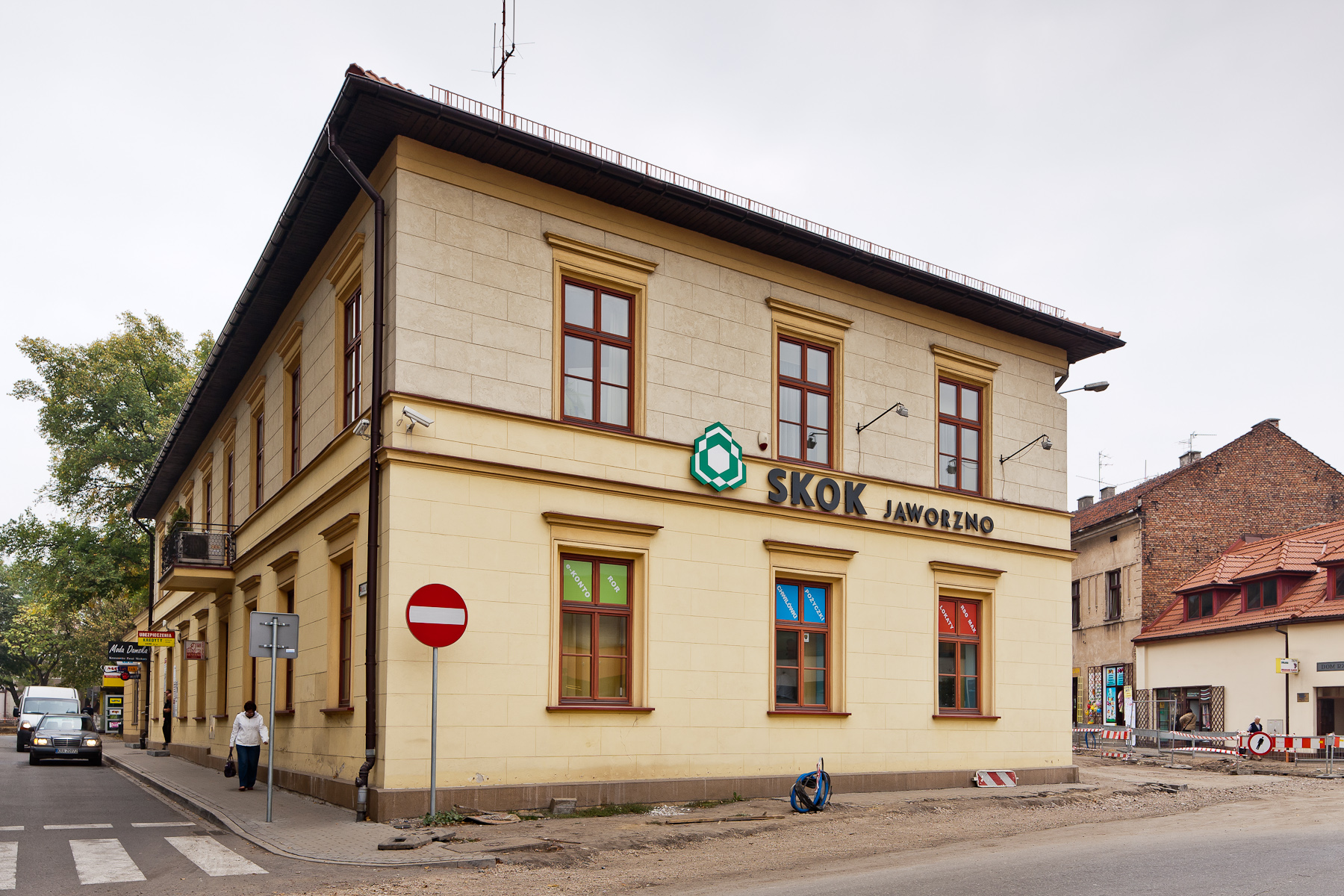
Dawna oficyna pałacu Vauxhall
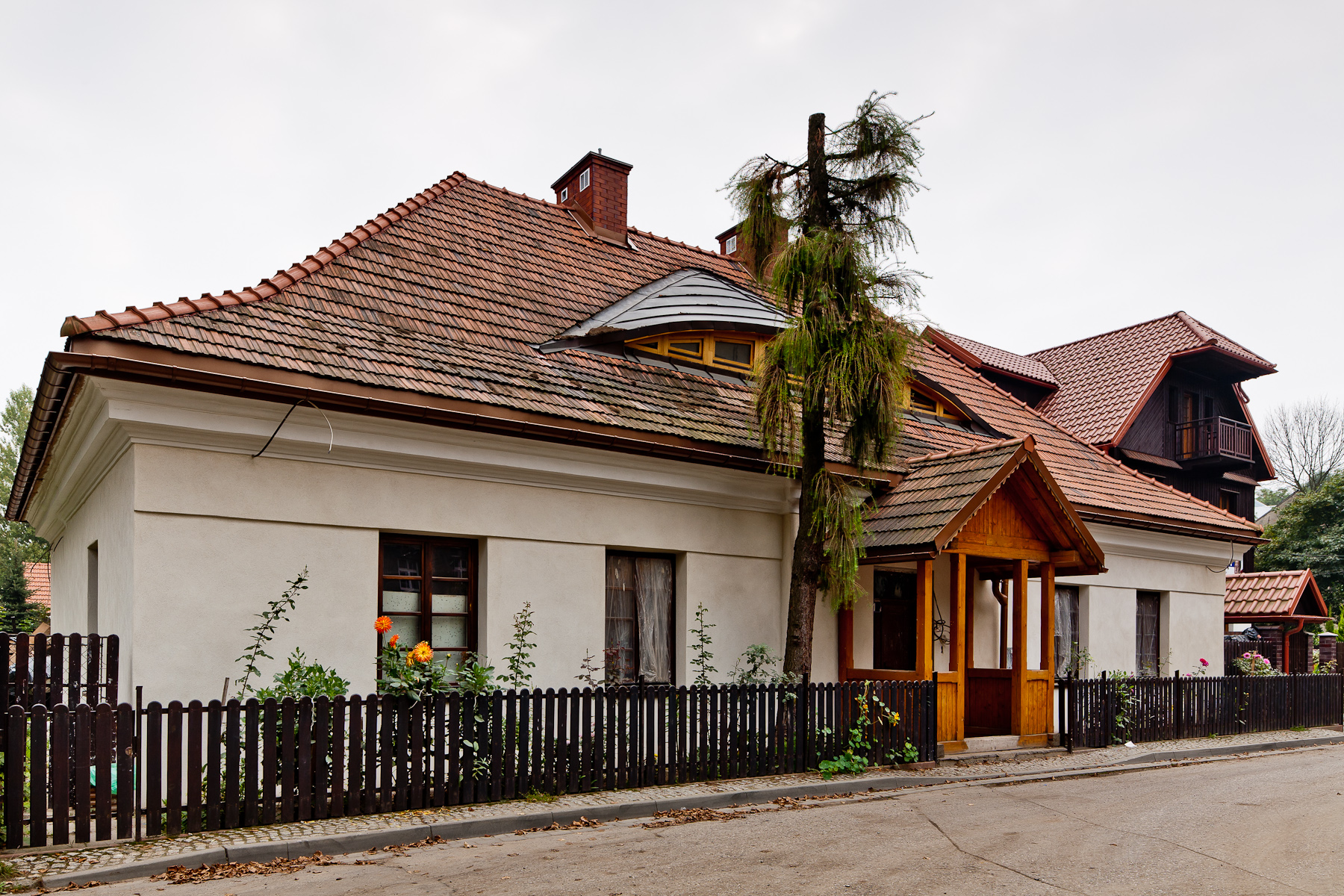
Dawna plebania wraz z otoczeniem
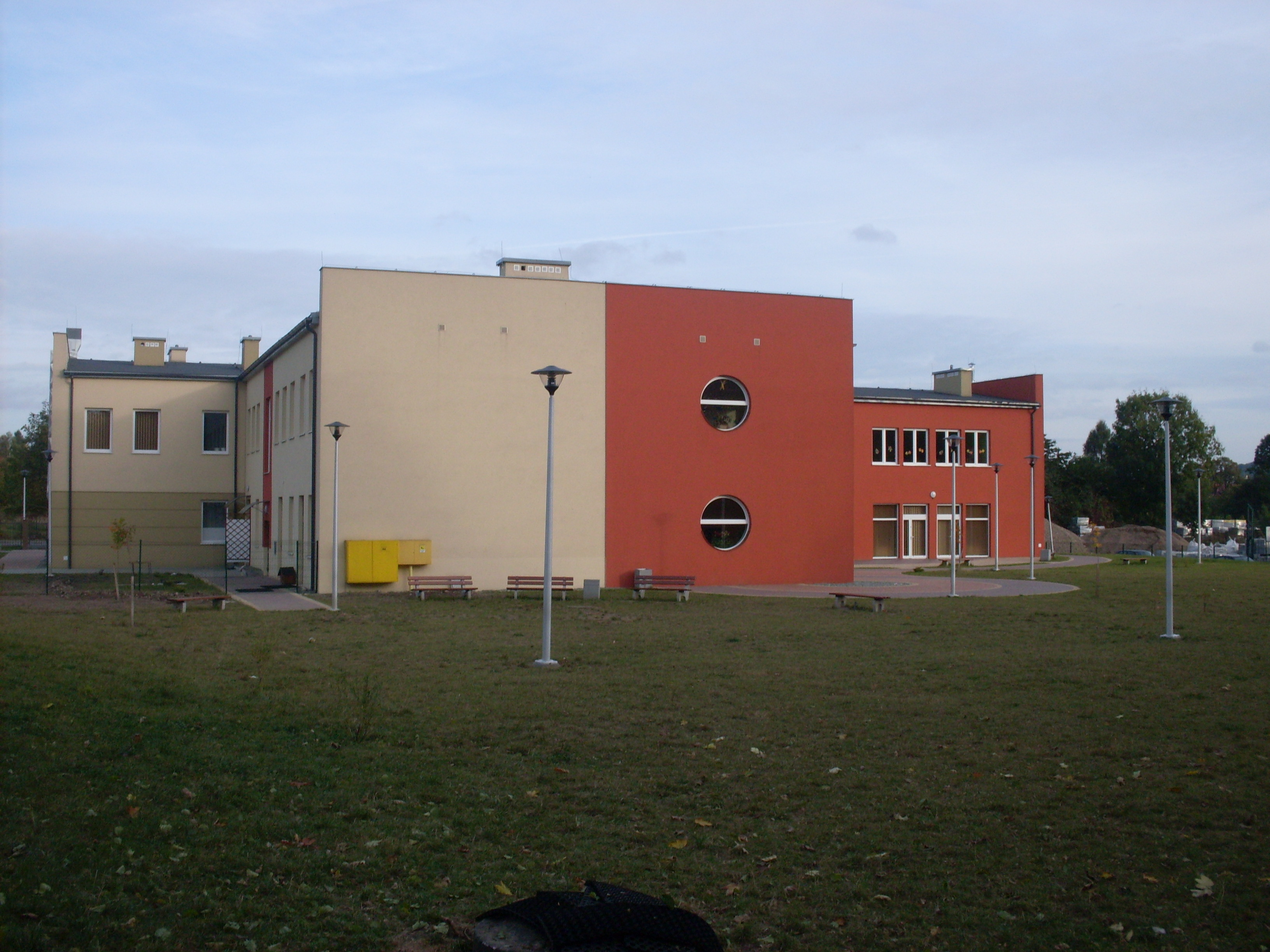
Przedszkole Samorządowe
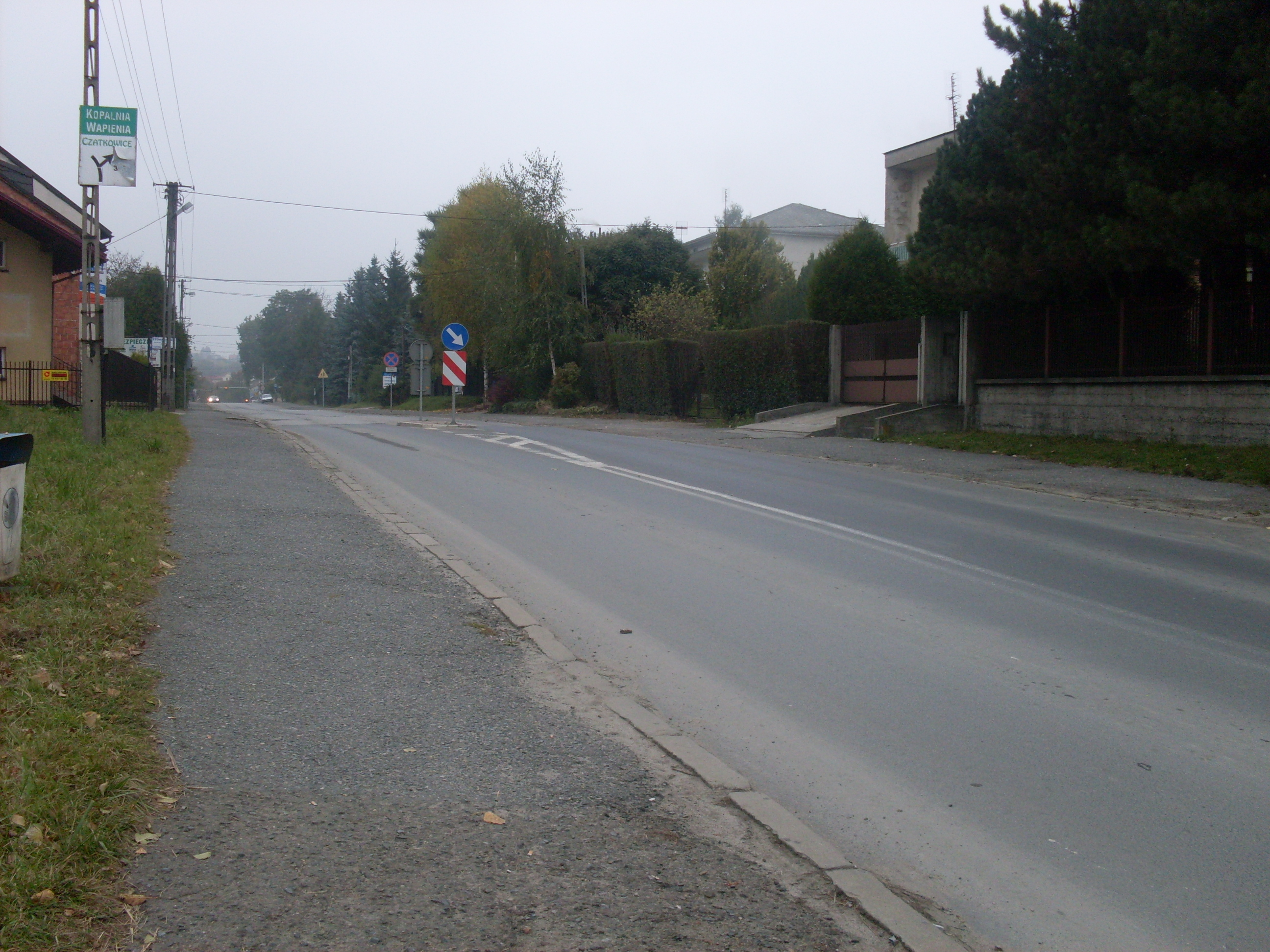
Ul. Krakowska
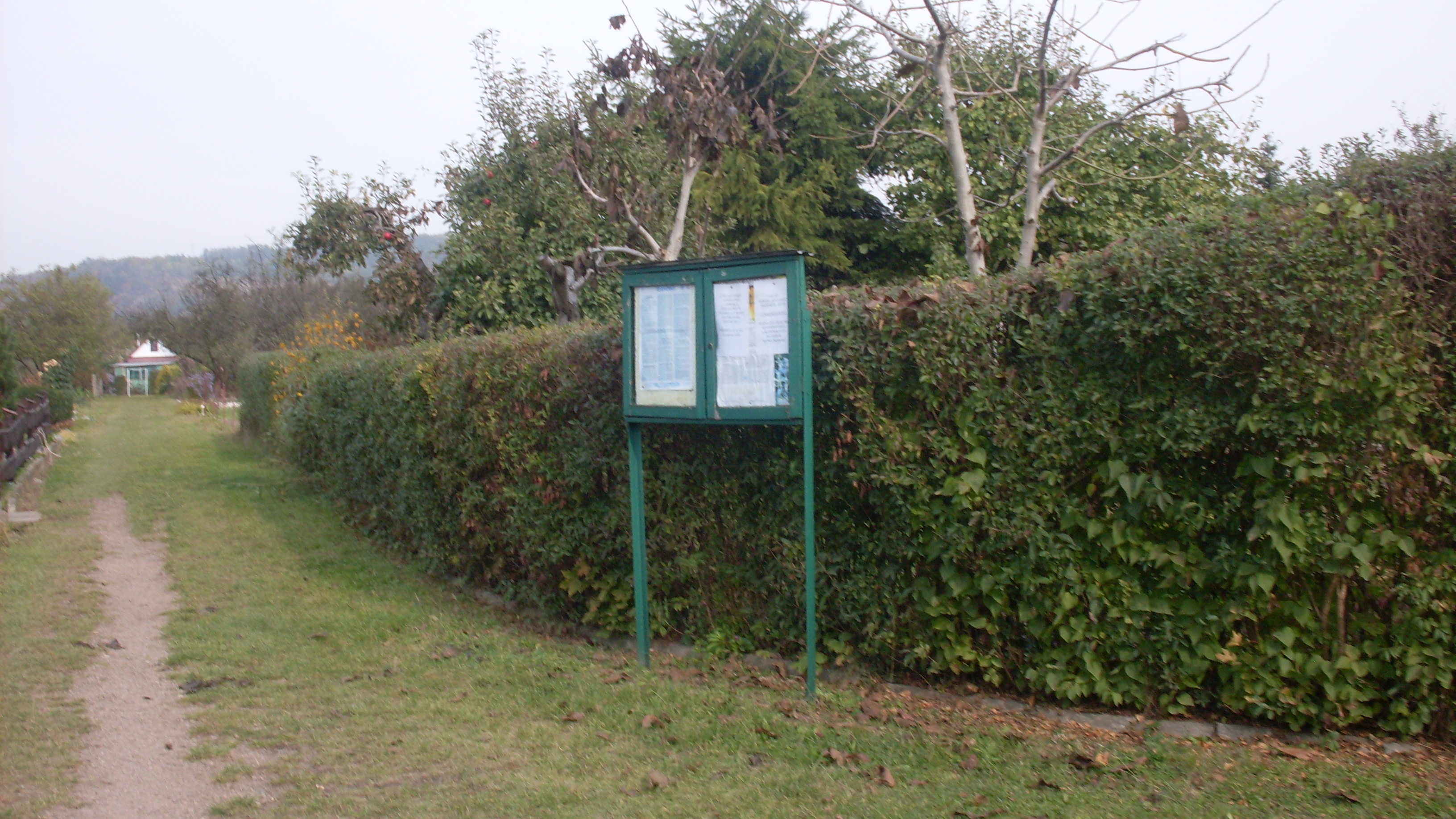
Ogródki działkowe Kolejarz
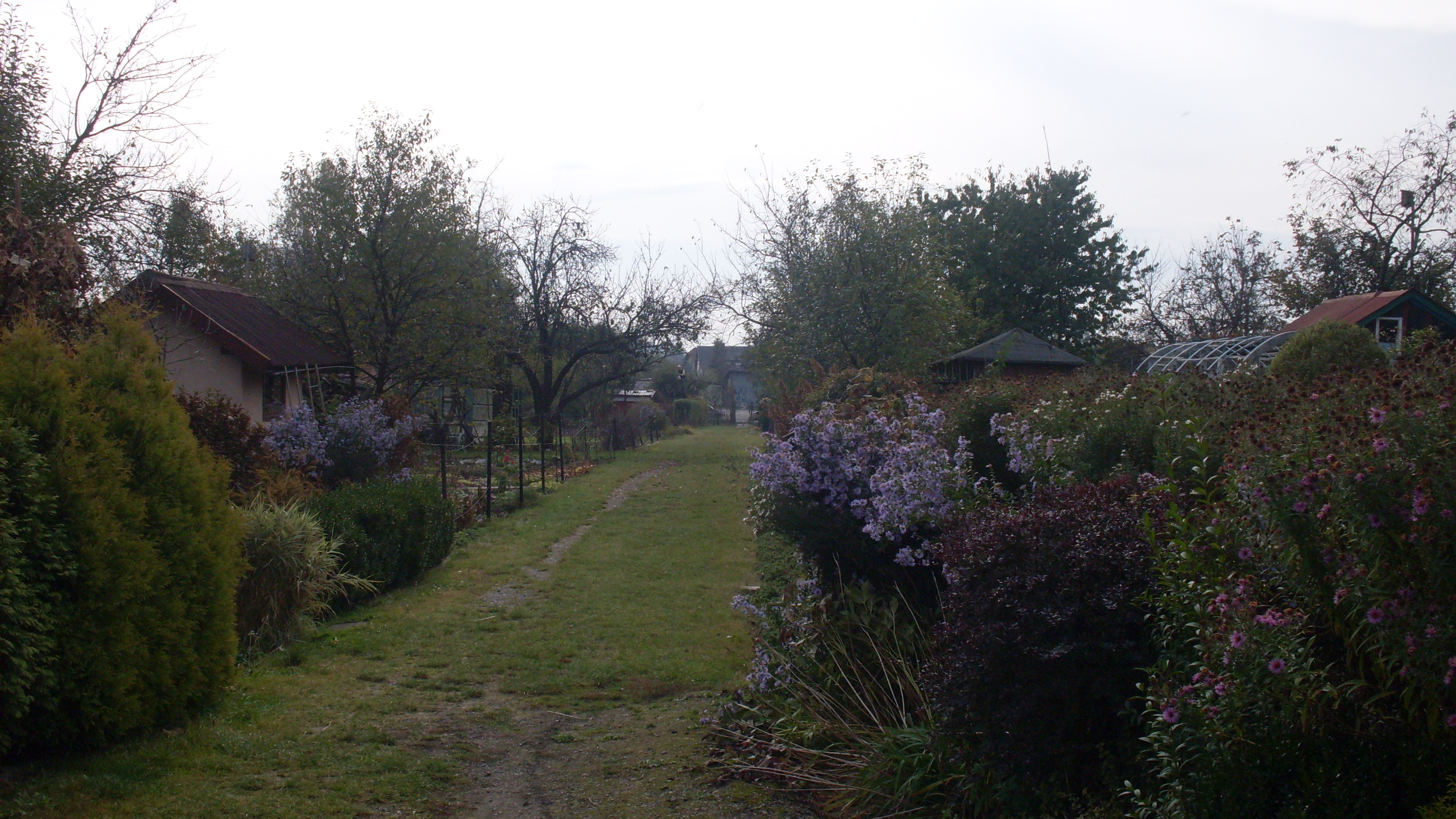
Ogródki działkowe Kolejarz
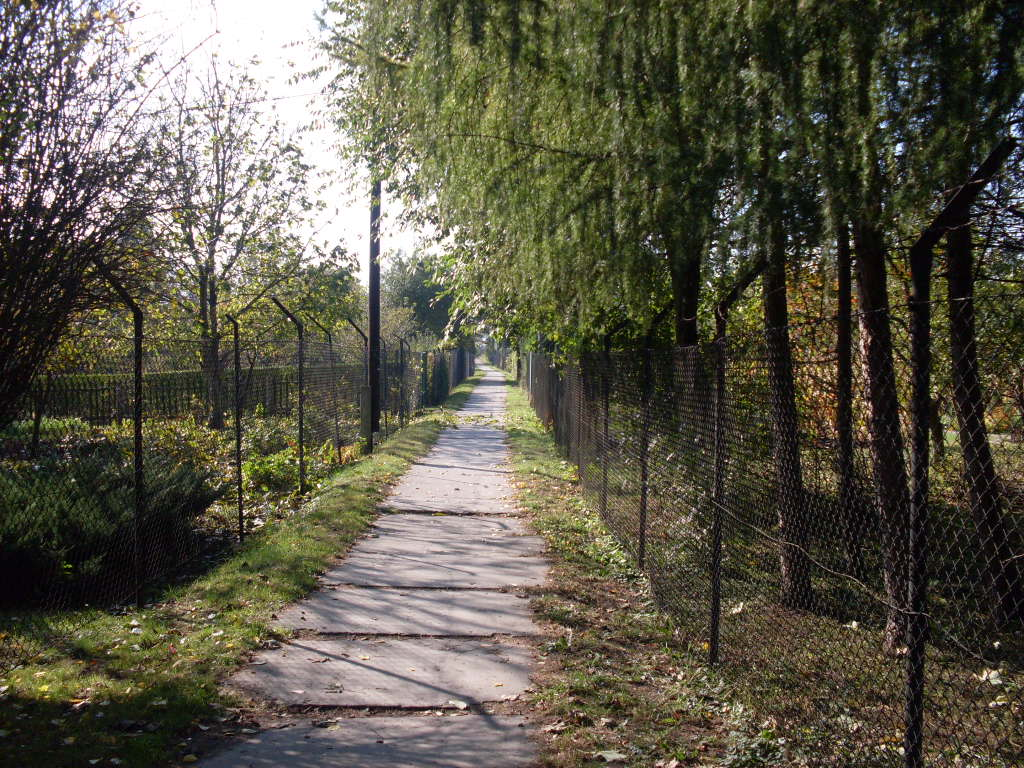
Przejście przez ogródki działkowe pomiędzy ul. Kościuszki a stacją PKP
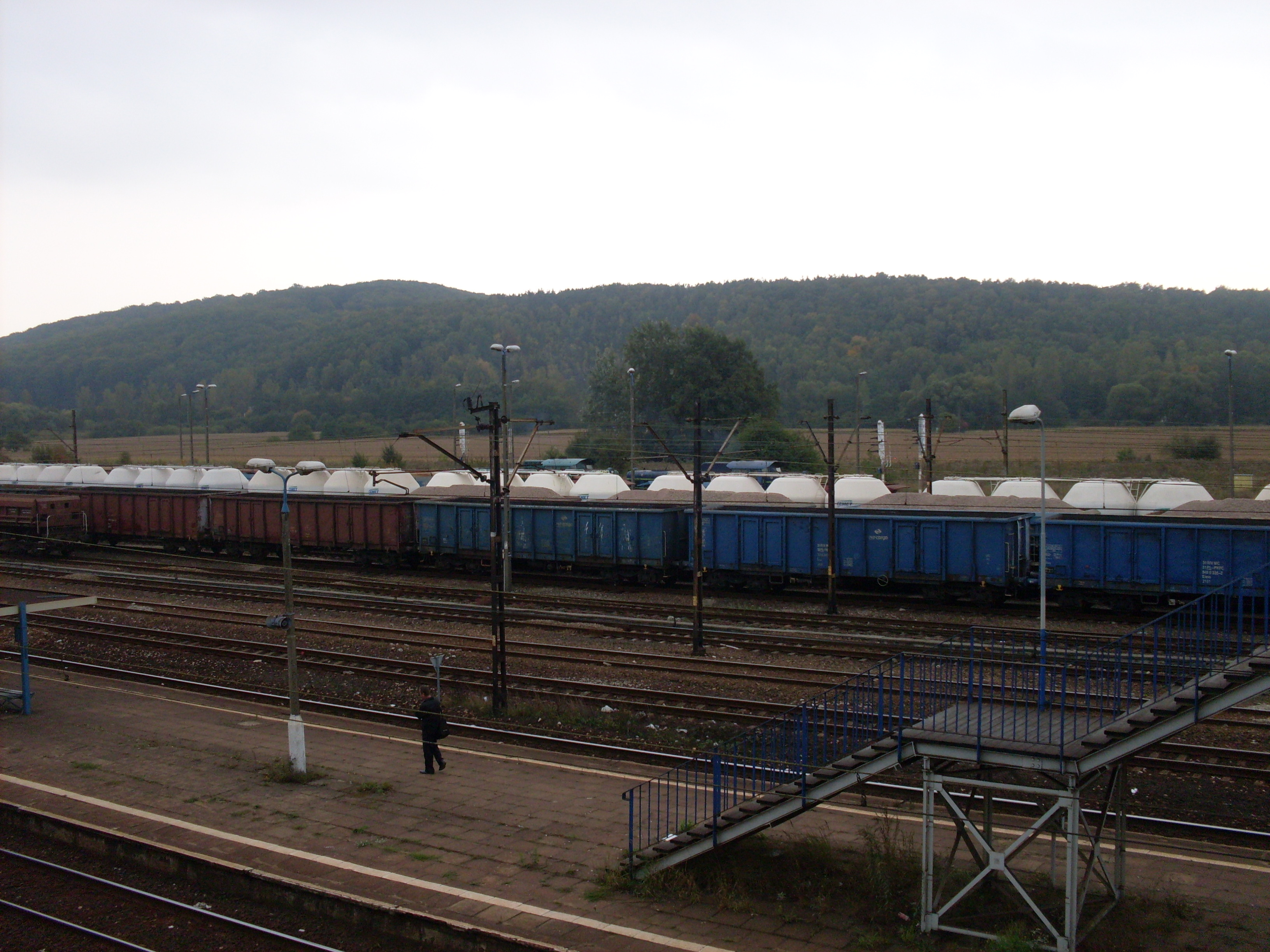
Peron 2 na stacji, w tle Ułańskie Zdrowie i Wzgórze Porąbka
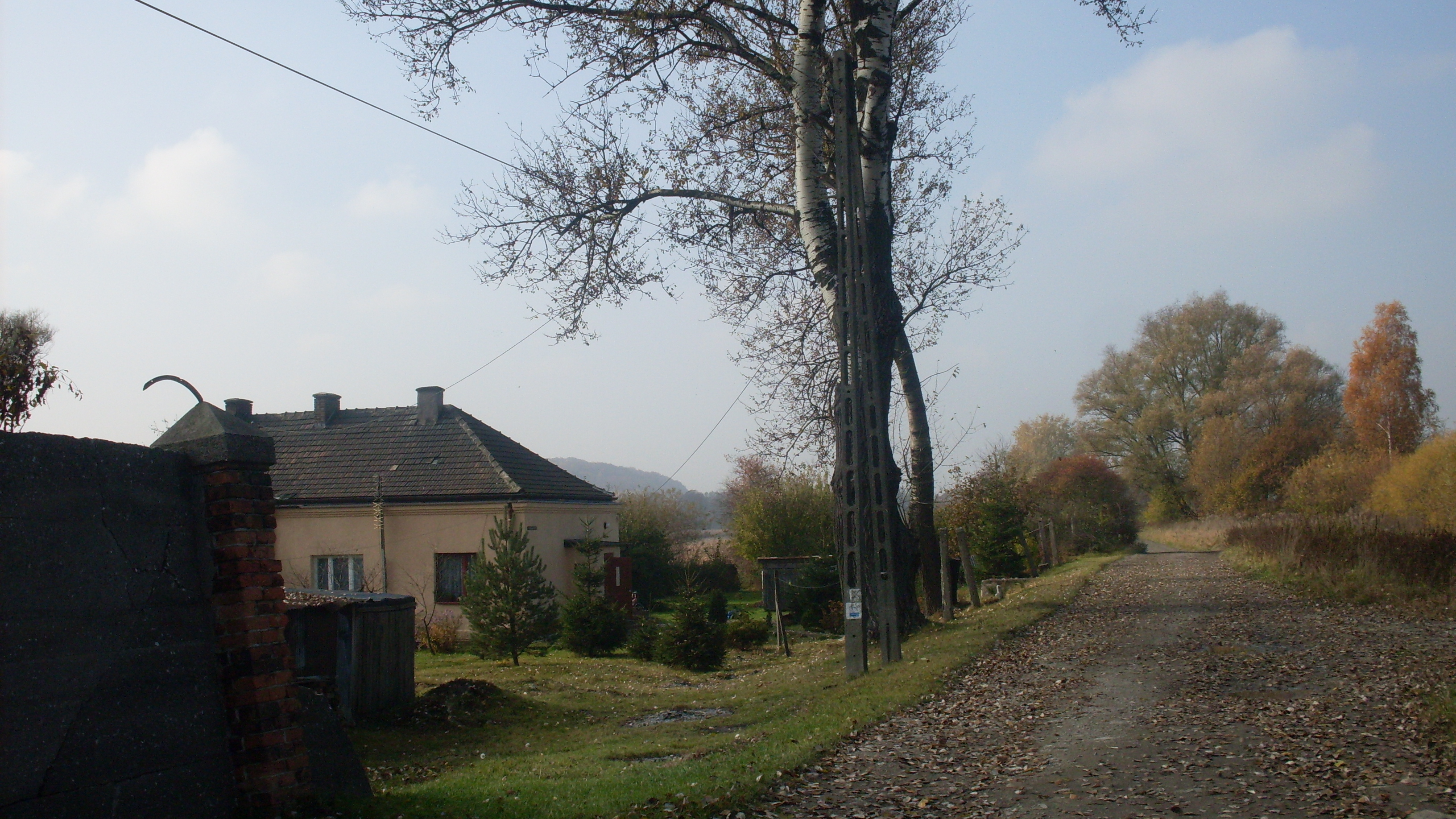
Była bażantarnia
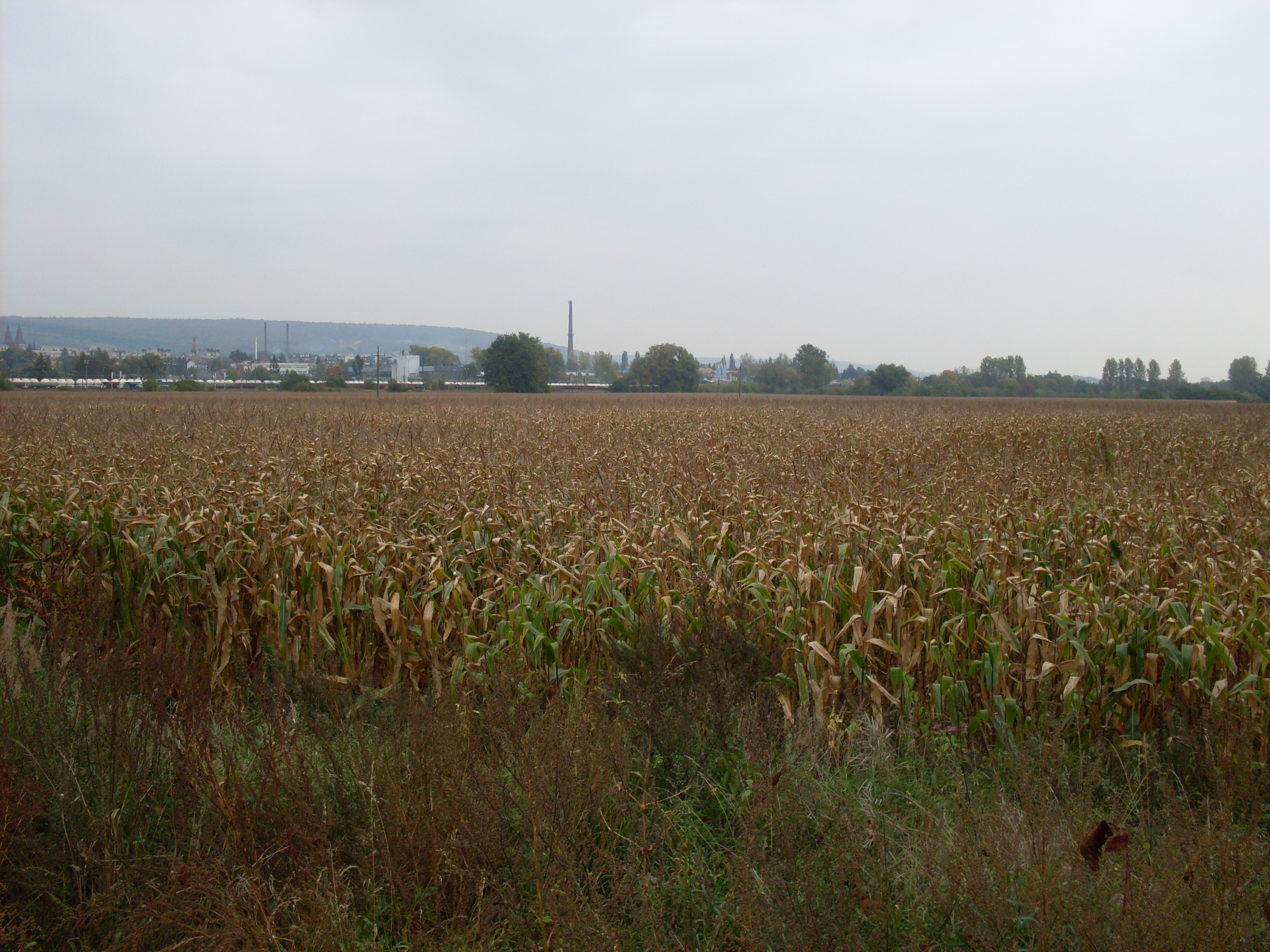
Dawny teren Bażantarni